# Евровидение-2012
Конкурс песни «Евровидение-2012» (англ. Eurovision Song Contest 2012; фр. Concours Eurovision de la chanson 2012; азерб. 2012 Avroviziya Mahnı Müsabiqəsi) стал 57-м конкурсом «Евровидение»; он проводился в столице Азербайджана, в городе Баку, в специально построенном для фестиваля Бакинском кристальном зале. Это был первый конкурс который Азербайджан проводил у себя; право провести его было получено после того, как в 2011 году в немецком городе Дюссельдорфе дуэт «Ell & Nikki» с композицией «Running Scared» занял 1 место, набрав в финале 221 балл.
Полуфиналы конкурса прошли 22 мая и 24 мая 2012 года, финал — в ночь с 26 на 27 мая 2012 года. Спонсорами трансляции выступили «Schwarzkopf», азербайджанский оператор сотовой связи «Azercell», местный филиал пивоваренной компании «Балтика», немецкая компания «Brainpool», а также Государственная Нефтяная Компания Азербайджанской Республики.
Распределение стран на полуфиналы прошло 25 января 2012 в Баку. В конкурсе участвовали 42 страны.
На конкурс вернулась Черногория, не участвовавшая с 2010 года из-за финансовых трудностей. Польша отказалась от участия — местная телерадиокомпания сообщила о заинтересованности в других телевизионных проектах. Армения в последний момент подала заявку на участие в международном песенном конкурсе, но 7 марта 2012 года от телеканала Armenia 1 поступило официальное заявление об отказе, после чего страна получила штраф.. Первое место на конкурсе заняла Лорин (Швеция) с песней «Euphoria», набрав в голосовании жюри и телезрителей 372 балла.
25 января была утверждена визуальная тема конкурса — ярко-красные узоры; а также логотип в виде огненного цветка и девиз — «Light your fire» (букв. Зажги свой огонь).

## Место проведения
Азербайджан дебютировал в Евровидении в 2008 году. 14 мая 2011 года азербайджанский дуэт Ell & Nikki привёз своей стране победу. Провести конкурс было решено в столице Республики, городе Баку.

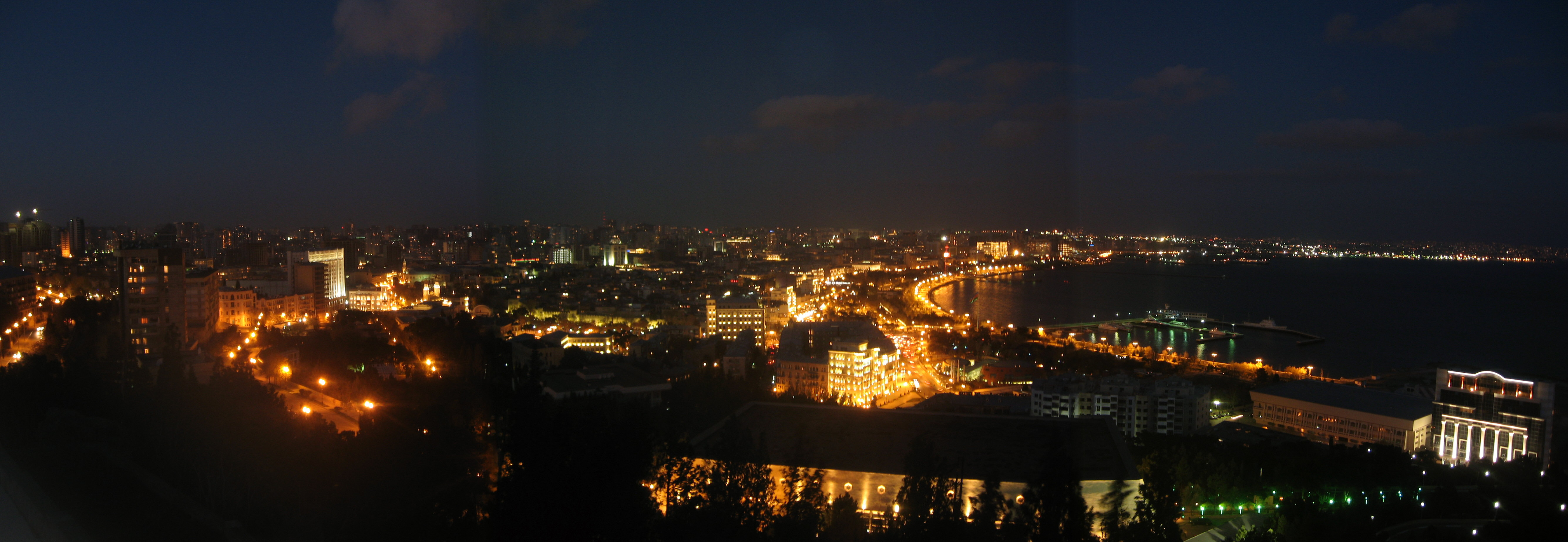
Баку — город проведения конкурса «Евровидение 2012»

Баку является столицей и первым по величине городом Азербайджана, а также — самым большим городом всего Кавказа и крупнейшим портом на побережье Каспийского моря. Он расположен на южном берегу Апшеронского полуострова. Город состоит из двух частей: центральная часть и старый, внутренний город. Городское население в 2009 году составляет немногим менее двух миллионов человек.. По официальным данным, около 25 % населения живут в центральном районе города.

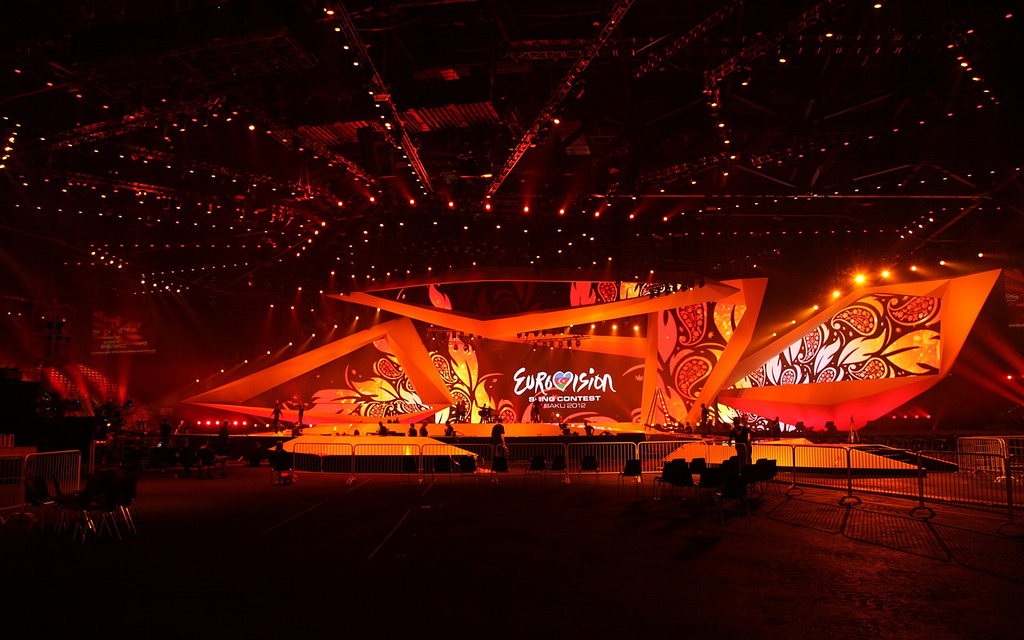
Сцена в Кристальном зале

16 мая 2011 года было объявлено, что для конкурса «Евровидение 2012» будет специально построен концертный комплекс вместимостью в 20 000 мест возле Площади Государственного флага. Но через три дня организаторы конкурса заявили об ещё двух возможных местах проведения конкурса — Республиканский стадион имени Тофика Бахрамова, содержащий 37 000 мест и Спортивно-концертный комплекс имени Гейдара Алиева.

Бакинский кристальный в вечер первого полуфинала конкурса

4 августа 2011 года было зафиксировано начало закладки фундамента Бакинского кристального зала, но все ещё не было подтверждено, что Евровидение пройдет именно здесь. 8 сентября 2011 года ATV, не являясь телеканалом хозяев, заявил, что строящаяся арена примет предстоящий песенный конкурс. 25 января 2012 года это было утверждено окончательно. 31 октября 2011 года, Исмаил Омаров, генеральный директор Азербайджанской национальной телекомпании ITV объявил, что решение о месте выбора будет принято руководящим комитетом в январе 2012 года. 25 января 2012 года, было подтверждено, что Баку Crystal Hall станет местом проведения конкурса Евровидение 2012. Несмотря на то, что максимальная емкость комплекса была рассчитана на 23 000 человек, всего 16 000 человек могло присутствовать на каждом мероприятии. Билеты на фестиваль стали доступны для онлайн-покупки 28 февраля 2012 года.
Над строительством арены работала немецкая компания «Alpine Bau Deutschland AG», контракт с которой был подписан 2 августа 2011 года. Арена была построена на площади Государственного флага к апрелю 2012 года и вмещает до 20 000 зрителей. На строительство властями Азербайджана было выделено пятьдесят миллионов манатов (около 48 миллионов евро). Сплошная яркая подсветка внешних стен фасада объекта была исполнена в виде светящихся кристаллов с тысячами светопанелей. В вечернее время проведения полуфиналов и финала во время выхода на сцену каждого исполнителя подсветка фасада воспроизводила цвета флага его страны.
Стадион имени Тофика Бахрамова, который готовится принять в своих стенах Чемпионат мира по футболу среди девушек до 17 лет, официально объявлен резервным вариантом для проведения конкурса.
В преддверии проведения фестиваля президент Азербайджана Ильхам Алиев приказал упростить регистрацию виз и аккредитацию для граждан других государств, приезжающих в Баку в связи проведением Евровидения.

## Организация конкурса

### Изменения в правилах конкурса
Европейский вещательный союз принял решение, что с 2012 года будет восстановлено окно телеголосования после финальной песни, так как бо́льшая часть зрителей голосуют только после окончания последней композиции, а специальное окно, появляющееся во время выступления артиста для ознакомления о способах голосования, отвлекало телезрителя от просмотра конкурсного номера, занимая четверть экрана. После исполнения всех конкурсных номеров в течение пятнадцати минут телезрители голосуют за понравившийся номер посредством SMS-сообщений и телефонных звонков. Затем, по системе «50 на 50» голоса телезрителей суммируются с голосами профессионального жюри. Данная система использовалась с 1998 года и была отменена на Конкурсе песни Евровидение 2010.

## Формат
Конкурс песни Евровидение 2012 состоит из двух полуфиналов и финала. Количество стран в каждом из полуфиналов — 18.
В соответствии с официальными правилами проведения конкурса, опубликованными 24 ноября 2011 года, в финале участвуют 26 стран:
- «Большая пятёрка»: Германия, Испания, Великобритания, Франция и Италия
- Страна-победитель прошлого года (Азербайджан)
- 20 других стран-финалистов, которые займут первые десять мест в каждом из двух полуфиналов.

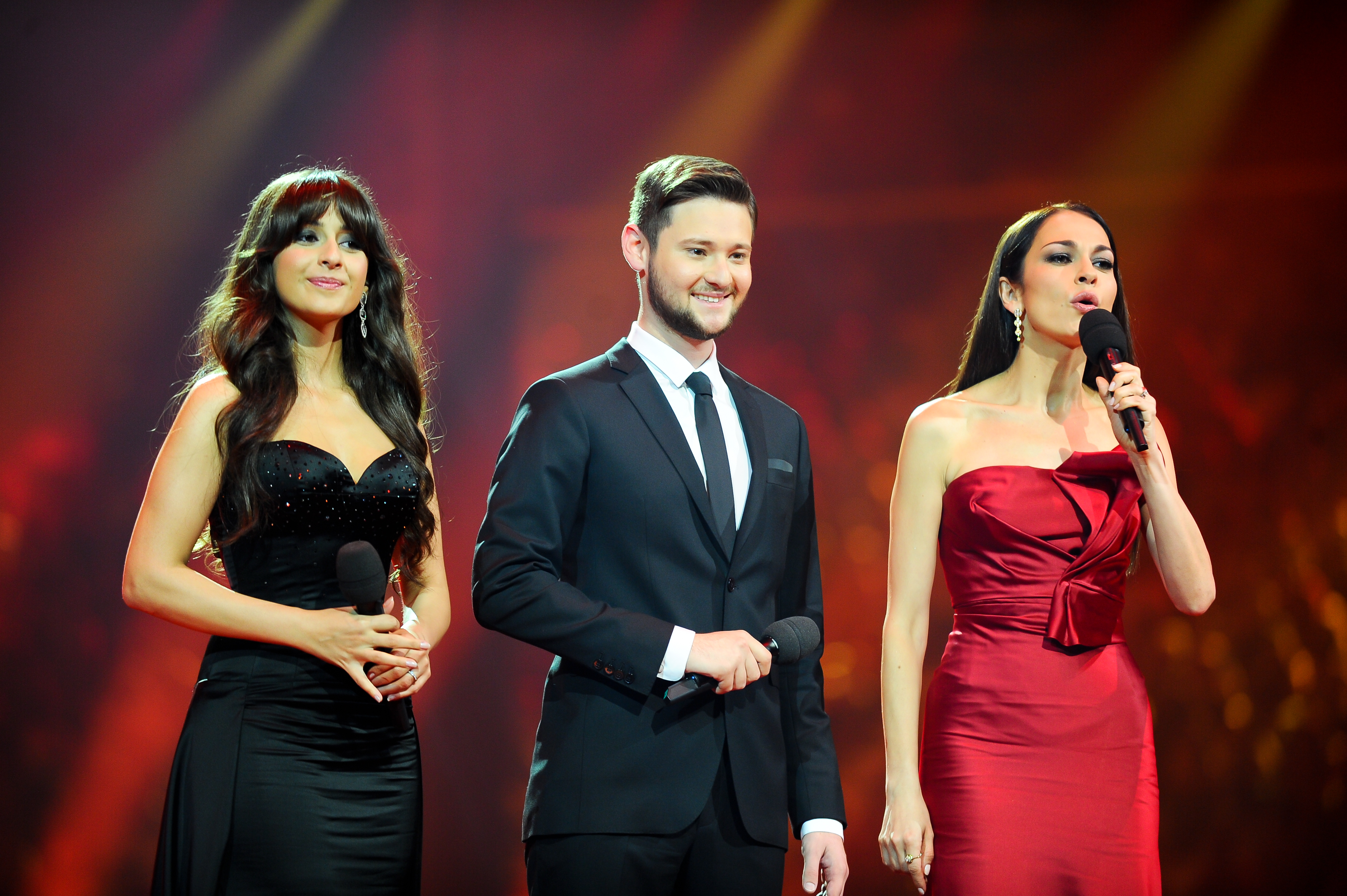
Ведущие конкурса (слева направо): Лейла Алиева, Эльдар Гасымов и Наргиз Бирк-Петерсен

Впервые такое количество финалистов было зафиксировано в 2003 году, в последующие года количество участников было ниже.
Все страны-участницы конкурса (кроме Азербайджана и т. н. «большой пятёрки») должны принимать участие в двух полуфиналах, в каждом из которых отбираются по 10 участников. Система голосования — 50/50 (комбинированное голосование телезрителей и жюри).
В концертной программе жеребьёвки, полуфиналов и финалов участвовали местные и приглашённые исполнители и творческие коллективы, в том числе победители и участники прошлых конкурсов «Евровидения».
В отличие от многих предыдущих конкурсов, в этом году так называемый «грин-рум», где окончившие выступления участники ожидают результатов голосования, был расположен не за кулисами, а прямо в зрительном зале.

## Концепция и визуальный дизайн
Девиз конкурса песни Евровидение-2012 в Баку — «Зажги свой огонь!» (англ. Light your fire!). Это связано с тем, что Азербайджан часто называют «Страной огней», и сегодня символ огня и пламени широко используется по всей этой стране; азербайджанский народ очень гордится такой «огненной» ассоциацией. Логотипом конкурса также стал огненный цветок.
Создатели темы конкурса так объяснили идею визуального дизайна:
«С незапамятных времен человечество собиралось вокруг огня, чтобы рассказывать истории, петь песни и танцевать. А Евровидение — это то место, где люди собираются вместе, чтобы праздновать и общаться посредством песен и танца»
Перед выступлением представителя каждой страны демонстрировались ролики, изображающие Азербайджан с различных ракурсов (природу, народные традиции, культуру, памятники архитектуры). Данные зарисовки дополнялись комментариями (например, Земля изобилия, Земля поэзии и т. д.), затем появлялись названия показанных городов или географических объектов, показывающих ландшафт и культуру страны. Некоторые зарисовки были посвящены и городу Баку. Ролики заканчивались светомузыкой Кристального зала, светившегося цветами флага выступающей страны. Каждая визитная карточка начиналась с появления артиста, затем появлялись флаг и название страны. Рукописный шрифт на фоне, выполненный в жёлтом, оранжевом и красном цветах, напоминал языки пламени. Таким образом было решено воплотить тему искусства Азербайджана.
Практически не претерпели изменений информационные окна каждого исполнителя и окна голосования. Единственное изменение — огненная стилизация в соответствии с логотипом конкурса. Баллы от 1 до 7 были обрамлены небольшими красными квадратами. Высокие оценки (8, 10, 12) были обрамлены оранжевыми иконками, изменяющимися в размерах в зависимости от величины оценки. Данный графический дизайн был разработан в Лондоне дизайн-агентством «Turquoise Branding».

Рекламный щит в Баку с логотипом конкурса
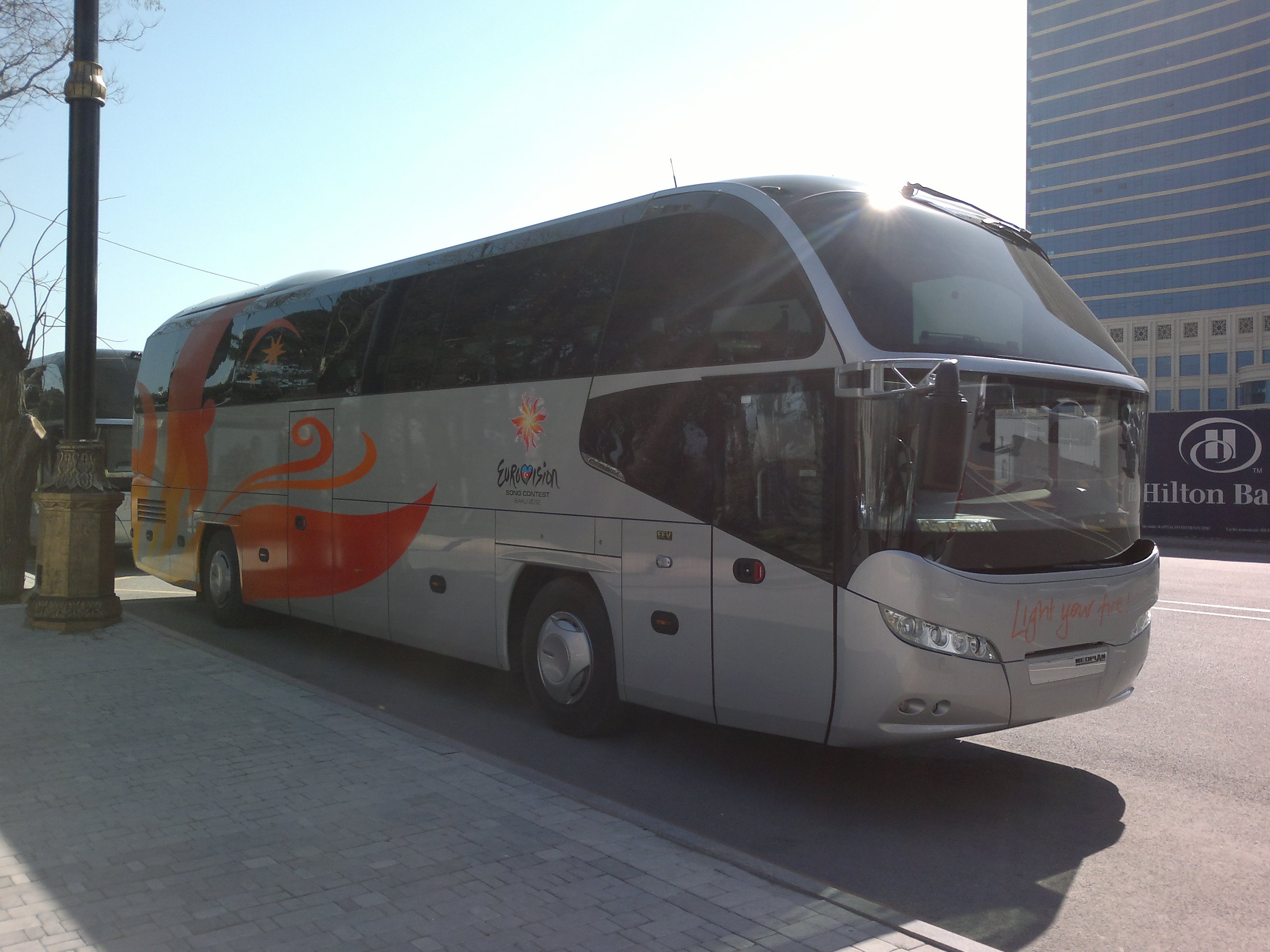
Автобусы для туристов в Баку с логотипом конкурса
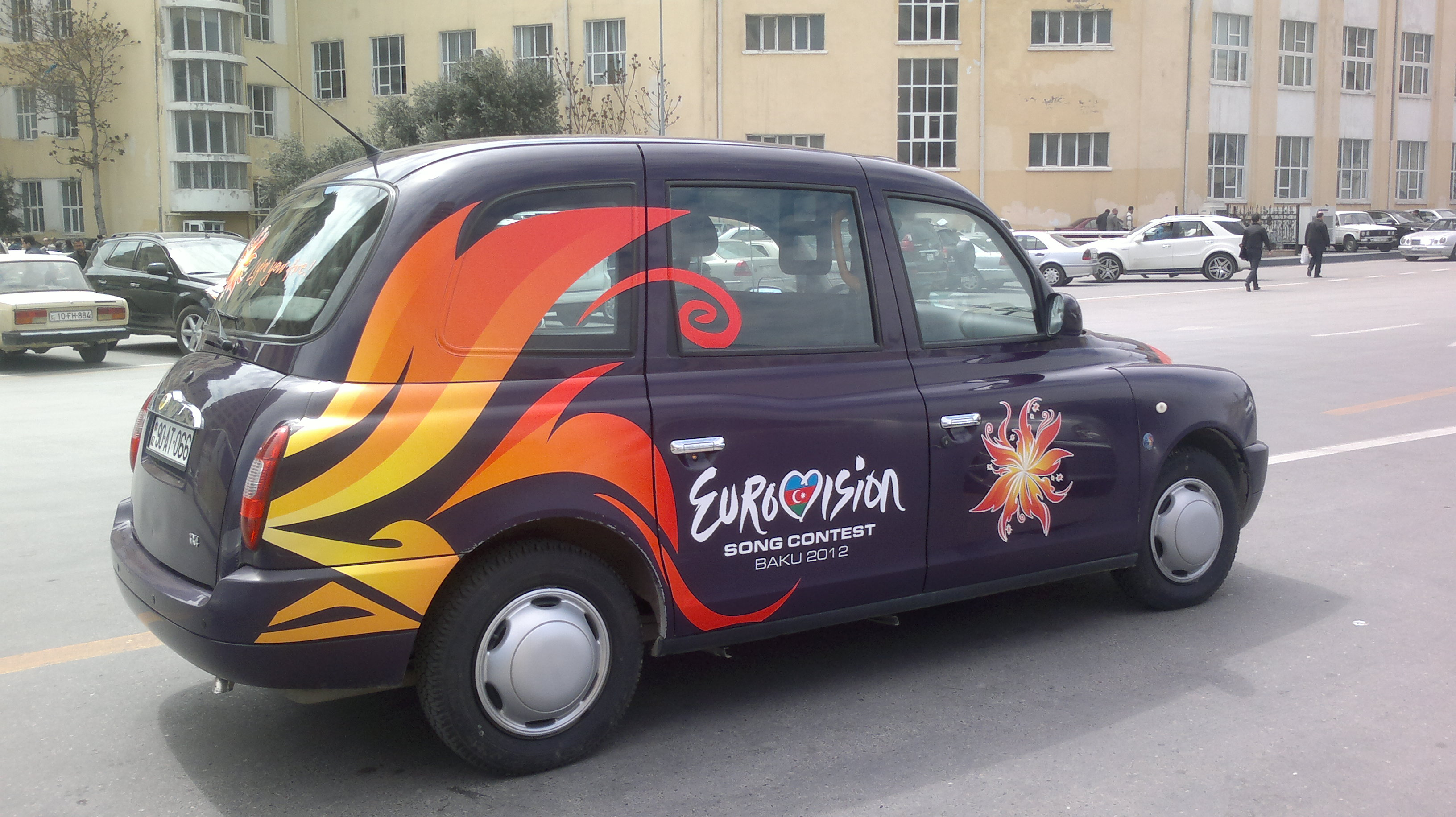
Такси в Баку с логотипом конкурса

## Телеканал хозяев
Телевизионная компания Ictimai Television (ITV) является членом ЕВС, транслирует Евровидение в Азербайджане. Является участником Государственной Вещательной Службы страны. Заместитель министра связи и информационных технологий Азербайджана Ильтимас Мамедов заявил, что телекоммуникационные сети были готовы провести мероприятие европейского масштаба. В качестве главного спонсора был выбран крупнейший оператор сотовой связи республики «Azercell». Немецкая компания телевизионного производства «Brainpool» также стала партнёром ITV.

### Бюджет
На проведение конкурса было выделено 50 миллионов манатов(63,6 миллиона долларов). Таким образом, проведение конкурса стало
самым дорогим за всю его историю.

## Перед конкурсом

### Права человека
Вложение крупных инвестиций Азербайджаном в Евровидение 2012 широко обсуждалось западными СМИ как «попытка смягчить опасения по поводу несоответствия Азербайджана статусу демократической республики и несоблюдения прав человека». Эльнур Маджидли, активист «Арабской весны», посаженный в тюрьму за участие в акции протеста оппозиции против «всесильного президента Азербайджана». Это было также расценено как попытка смягчения имиджа демократической республики в преддверии конкурса. Однако большинство осуждённых, проходящих по делу протестов в сторону правительства, остались в заключении. Организация «Human Rights Watch», занимающаяся мониторингом, расследованием и документированием нарушений прав человека, сообщила о «насильственном разгоне протестующих» накануне конкурса. «Amnesty International», в свою очередь, осудила за продолжающееся до конкурса «суровое подавление свободы слова и инакомыслия, неправительственных организаций (НПО), критически настроенных журналистов, фактически, всех, кто критикует режим Алиева слишком сильно».
«Human Rights Watch» также подвергла критике правительство Азербайджана и Управление города Баку за принудительное выселение местных жителей для сноса домов на территории, предназначенной для строительства Бакинского Хрустального Зала. Общественное объединение содействия свободной экономике назвало выселение «нарушением прав человека» и «отсутствием правовых полномочий». Тем не менее, BBC заявила в ходе недавнего визита в Баку, что строительство концертного комплекса уже идет на свободной площади, и необходимости сноса зданий не существует. EBU назвали характер конкурса «неполитическим», правительство республики, в свою очередь заявляют, что снос не связан с Евровидением.
Победительница фестиваля Лорин встретилась с местными активистами прав человека во время конкурса. Позже она сказала журналистам:
«С каждым днем в Азербайджане наблюдается увеличение количества нарушений против прав человека. Не надо молчать о таких вещах.»
Пресс-секретарь правительства Азербайджана критиковал её в ответ, заявив, что конкурс не должен «быть политизирован», и просил EBU в дальнейшем предотвращать встречи конкурсантов с «борцами за права человека». Шведские дипломаты ответили, что ЕВС, шведское телевидение и сама певица Лорин не действовали против правил конкурса.
26 мая в Баку был оперативно разогнан полицией флешмоб антиправительственного протеста. Активисты выразили опасения, что они столкнутся с разгоном, когда после окончания конкурса Азербайджан покинет центр международного внимания. Перед объявлением результатов немецкого голосования, глашатай Германии Анке Энгельке дала понять, что Европа следит за проблемами прав человека в Азербайджане:
«Сегодня никто не может голосовать за свою страну. Но хорошо то, что мы имеем возможность голосовать. И иметь выбор — это хорошо. Удачи тебе на твоем пути, Азербайджан. Европа следит за тобой.»

### Ситуация с Ираном
Иранские официальные лица выступали против проведения в Азербайджане Евровидения 2012. Иранские священнослужители Аятолла Мохаммад Маджахед Шабестари и Аятолла Джафар Собхани осудили Азербайджан за «анти-исламское поведение», заявив, что Азербайджан собирается провести гей-парад. Это привело к протестам перед посольством Ирана в Баку, где протестующие несли насмешливые лозунги в сторону иранских лидеров. Али Гасанов, заведующий общественно-политических вопросов отдале администрации президента Азербайджана, заявил, что проведение гей-парада никогда не планировалось, и посоветовал Ирану не вмешиваться во внутренние дела республики. В ответ Иран отозвал своего посла из Баку; в это же время Азербайджан потребовал официальных извинений от Ирана в связи с проведением песенного конкурса в Баку, а затем отозвал своего посла из Ирана. Министерство национальной безопасности Азербайджана объявило, что они сорвали серии запланированных терактов против Евровидения, среди целей которых были Бакинский Кристальный Зал и два крупных отеля — Marriott и Hilton.

## Участники
Заявки на участие в конкурсе принимались со 2 сентября 2011 до середины января 2012 года. 17 января был опубликован полный список из 43 стран, подтвердивших своё участие, однако в конечном счёте в конкурсе приняло участие 42 страны (Армения впоследствии отказалась). На данный момент, конкурс 2012 года является последним для Турции и Словакии.

### Возвращение
- Черногория — Глава черногорской телерадиокомпании RTCG Раде Войводич подтвердил возвращение страны на Евровидение.[11] Предыдущее участие страны датируется 2009 годом.

### Отказ
- Армения — Хотя ранее Арменией было подтверждено участие в конкурсе, в рамках которого она должна была выступить во втором полуфинале 24 мая[63], впоследствии Общественное телевидение Армении окончательно отказалось от участия на Евровидении-2012. Причиной послужили плохие дипломатические отношения с Азербайджаном[64][65][66][67]. За отказ от участия ЕВС обязал Армению выплатить штраф (50 % от суммы взноса) и транслировать конкурс в прямом эфире[68].
- Андорра — Андорра вышла из Европейского вещательного союза[69].
- Люксембург — Телерадиокомпания Люксембурга официально отказалась от участия в конкурсе 2012 года[70].
- Монако — Несмотря на то, что возможность участия Монако в 2012 году предлагалось к рассмотрению, карликовое государство вновь исключило возможность возвращения из-за финансовых проблем[71], а также заявило, что планы на участие в ближайшие годы отсутствуют[72].
- Польша — Польша отказалась от участия на конкурсе из-за загруженности телеэфира. Местная телерадиокомпания решила акцентировать внимание на трансляции Олимпийских игр в Лондоне и матчей чемпионата Европы по футболу, проводимого совместно Польшей и Украиной[73][74]. Европейский вещательный союз предложил Польше помощь с телетрансляцией и финансированием[75][76], но 17 января 2012 местная телерадиокомпания окончательно подтвердила отказ[77].
- Чехия — Чехия продолжила свой бойкот Евровидения, начатый в 2010 году из-за плохих результатов и низкого рейтинга самого конкурса[78].

### Несостоявшееся возвращение
- Марокко — Ранее от азербайджанских СМИ поступала информация о том, что марокканская телерадиокомпания 2M TV настроена на возвращение на конкурс, если судить по интервью, данном французской делегации.[79][80] Тем не менее, в окончательном списке стран, представленных ЕВС, Марокко не значилось.[12]

### Несостоявшийся дебют
- Лихтенштейн — 26 ноября 2011 года появилась информация о двух официальных документах от ЕВС, опубликованных в марте и октябре 2011 года. В них было указано, что Национальная Телекомпания Лихтенштейна 1FLTV получила право активного членства в союзе.[81] Однако, 29 ноября 2011 года, было сообщено, что в документах были допущены ошибки, следовательно, дебют не планируется.[82]

### Исполнители, уже участвовавшие в Евровидении ранее

#### Выступавшие как полноценные исполнители
- Ирландия: Jedward (Евровидение 2011 — 8 место)
- Исландия: Йоунси (Евровидение 2004 — 20 место)
- Македония: Калиопи (Евровидение 1996 — не прошла квалификационный этап)
- Молдова: Паша Парфений (Евровидение 2010, в составе группы Sunstroke Project; — 20 место)
- Сербия: Желько Йоксимович (Евровидение 2004 от  Сербии и Черногории — 2 место)

#### Выступавшие как бэк-вокалисты
- Албания: Рона Нишлиу
  - Евровидение 2010, как бэк-вокалистка Юлианы Паши ( Албания) — 16 место в финале;
- Босния и Герцеговина: MayaSar
  - Евровидение 2004, как бэк-вокалистка Дина ( Босния и Герцеговина) — 9 место в финале;
  - Евровидение 2011, как бэк-вокалистка Дино Мерлина ( Босния и Герцеговина) — 6 место в финале
- Грузия: Анри Джохадзе
  - Евровидение 2008, как бэк-вокалист Дианы Гурцкой ( Грузия) — 11 место в финале;

Вернувшиеся как бэк-вокалисты
- Словения: Мартина Маерле:
  - Евровидение 2003, как бэк-вокалистка Клаудии Бени ( Хорватия) — 15 место в финале;
  - Евровидение 2007, как бэк-вокалистка Алёнки Готар ( Словения) — 15 место в финале;
  - Евровидение 2008, как бэк-вокалистка Ребеки Дремель ( Словения) — 11 место в полуфинале;
  - Евровидение 2008, как бэк-вокалистка Стефана Филиповича ( Черногория) — 14 место в полуфинале;
  - Евровидение 2009 ( Словения) — 16 место в полуфинале;
  - Евровидение 2011, как бэк-вокалистка Майи Кеуц ( Словения) — 13 место в финале;

|  |  |
|  |  |

## Проведение

### Жеребьёвка

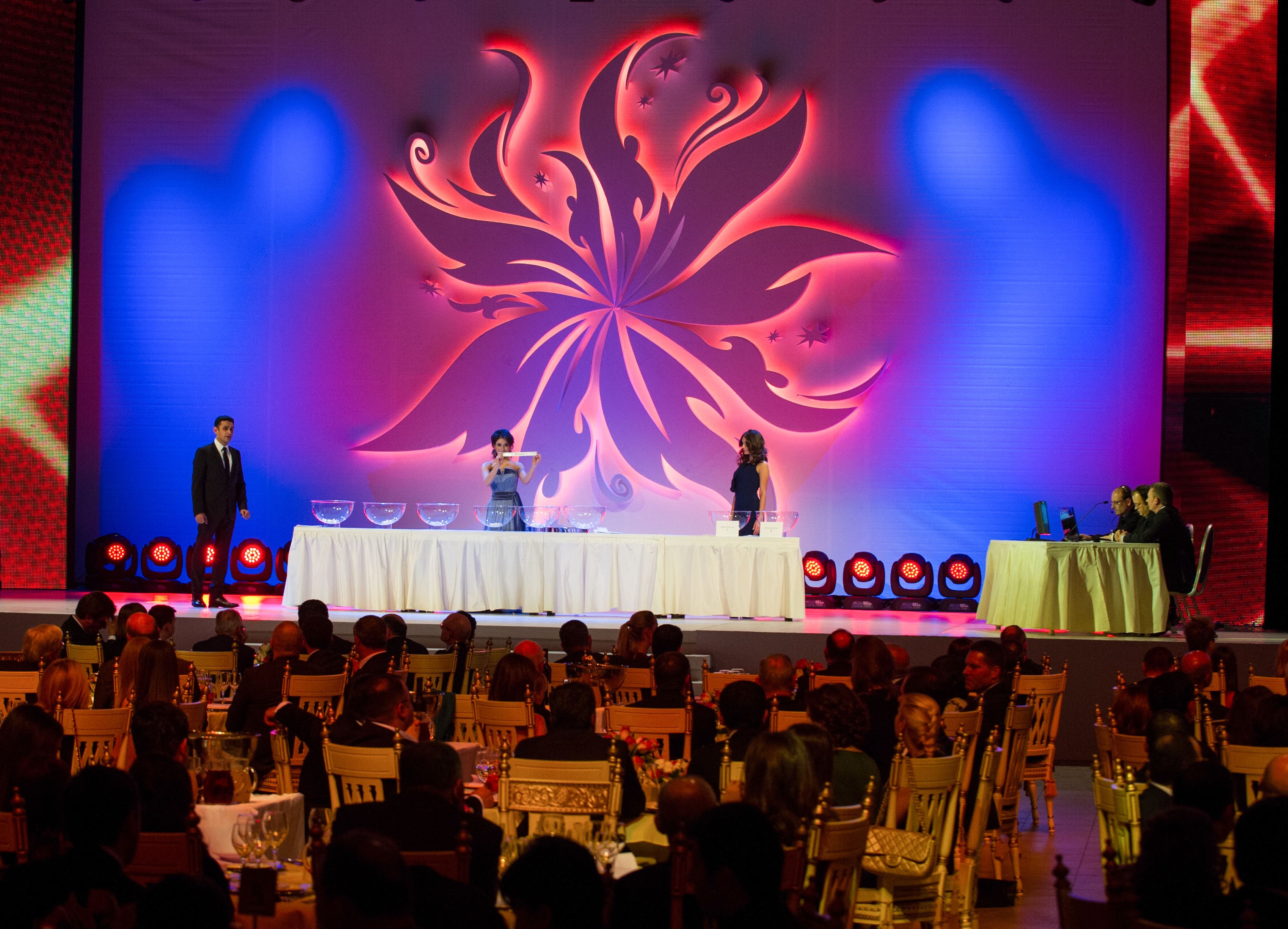
Во время распределения стран-участниц на полуфиналы

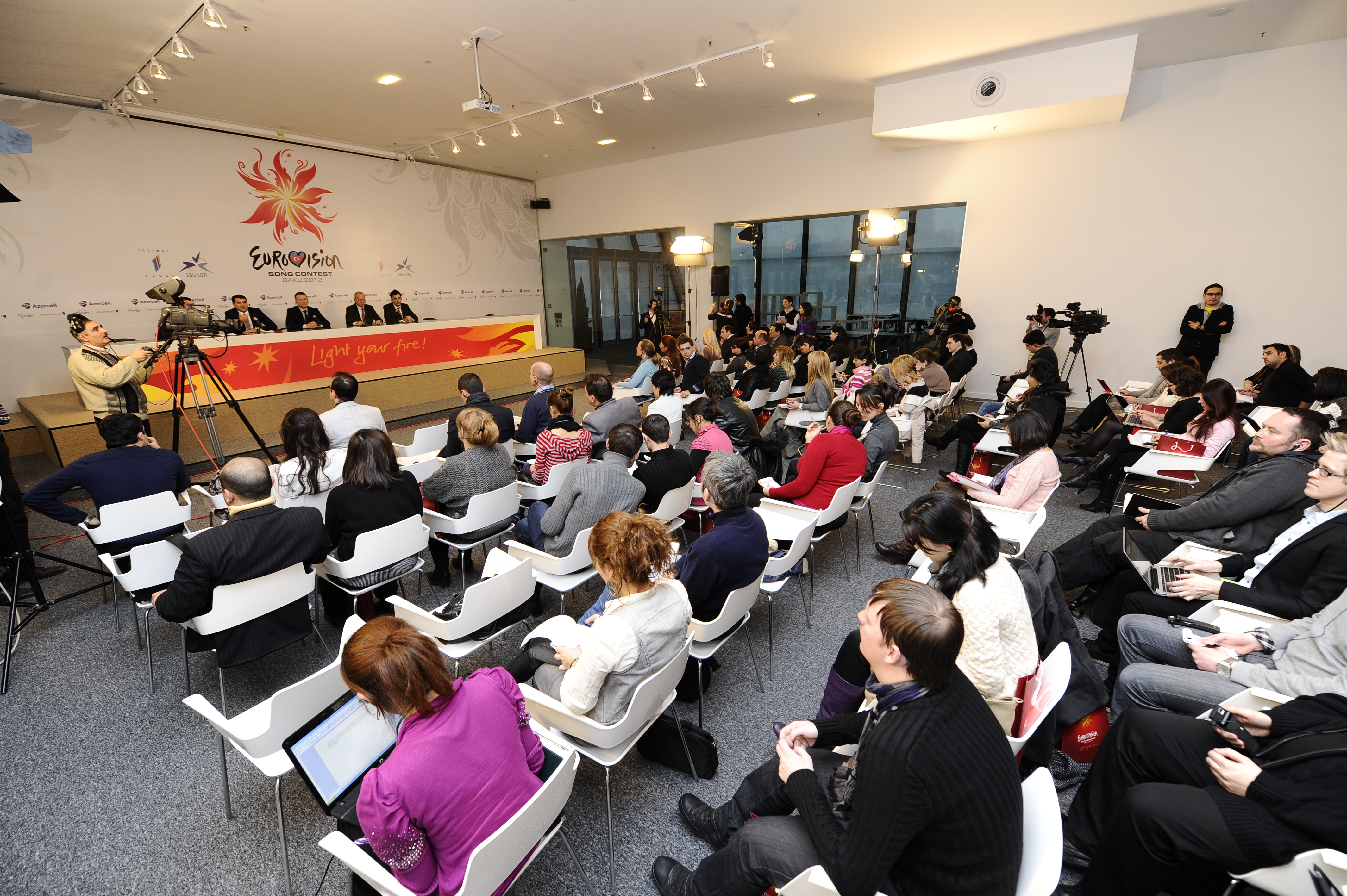
Пресс-конференция 25 января 2012 года в Баку, на которой решались вопросы, связанные с конкурсом

Жеребьевка прошла 25 января 2012 года в Баку в концертном зале Buta Palace.. Страны-участницы, за исключением автоматических финалистов — «Большой пятерки» и Азербайджана, были разделены на 6 корзин. Деление основывалось на голосах каждой страны за последние годы. Половина (либо приближенное к половине число участниц) из каждой корзины участвовала в первом полуфинале, оставшаяся часть — во втором. Также данный вариант жеребьевки служил примерным расписанием работы делегаций, графиком репетиций.
В то же время была проведена торжественная церемония вручения символического ключа Конкурса песни Евровидение. На этой церемонии мэр города-хозяина Конкурса Песни Евровидение 2011 Дюссельдорфа Дирк Эльсберс передал символический ключ конкурса Гаджибале Абуталыбову, мэру города Баку. С этого момента Баку официально стал городом-хозяином Евровидения 2012. Одними из самых важных моментов мероприятия являлись презентация темы оформления конкурса и официальное объявление арены, на которой пройдёт песенный фестиваль; также был представлен логотип и назван слоган конкурса.
| Корзина 1                                                                                 | Корзина 2                                                    | Корзина 3                                                         |
| ----------------------------------------------------------------------------------------- | ------------------------------------------------------------ | ----------------------------------------------------------------- |
| - Албания - Босния и Герцеговина - Хорватия - Македония - Черногория - Сербия - Швейцария | - Дания - Эстония - Финляндия - Исландия - Норвегия - Швеция | - Беларусь - Грузия - Израиль - Молдова - Россия - Украина        |
| Корзина 4                                                                                 | Корзина 5                                                    | Корзина 6                                                         |
| - Армения1 - Бельгия - Кипр - Греция - Нидерланды - Турция                                | - Ирландия - Латвия - Литва - Мальта - Португалия - Румыния  | - Австрия - Болгария - Венгрия - Сан-Марино - Словения - Словакия |

1.↑ По результатам жеребьёвки Армения должна была выступать во втором полуфинале, но впоследствии отказалась от участия.
Кульминацией церемонии стало выступление участников и победителей конкурса разных лет, среди которых были Руслана, Айсель Теймурзаде, Александр Рыбак, Сафура Ализаде, Дима Билан, Лена Майер-Ландрут и дуэт Эльдара Гасымова и Нигяр Джамал. В концертной программе приняли участие Алим Гасымов, Исфар Сарабский, камерный оркестр под руководством Теймура Геокчаева, Айгюн Исмайлова, Самир Джафаров, Мурад Гусейнов, и государственный ансамбль народного танца.

Выступления на торжественной церемонии вручения символического ключа конкурса; «Buta Palace», 25 января 2012 года
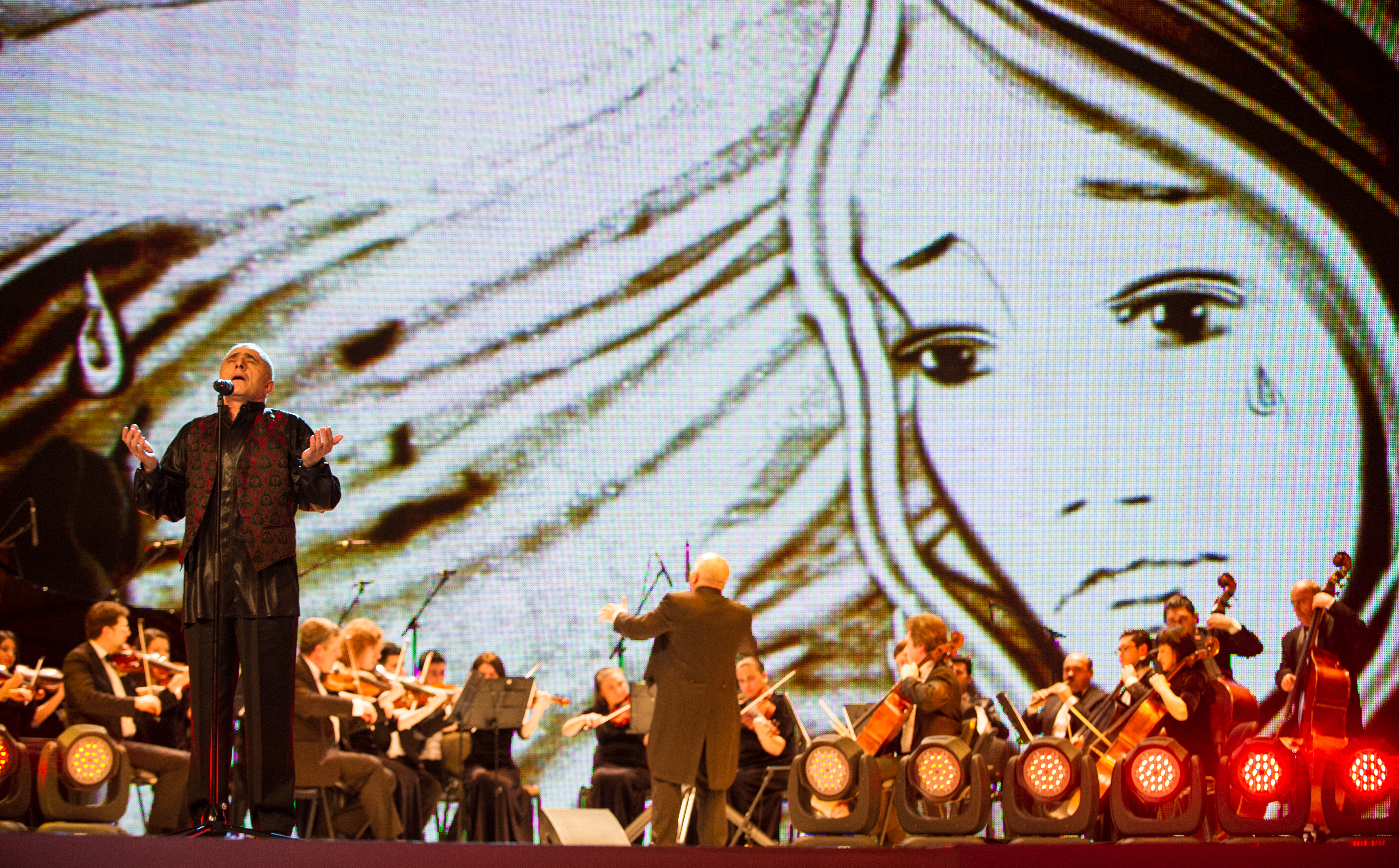
Алим Гасымов исполняет песню «Сары Гялин»
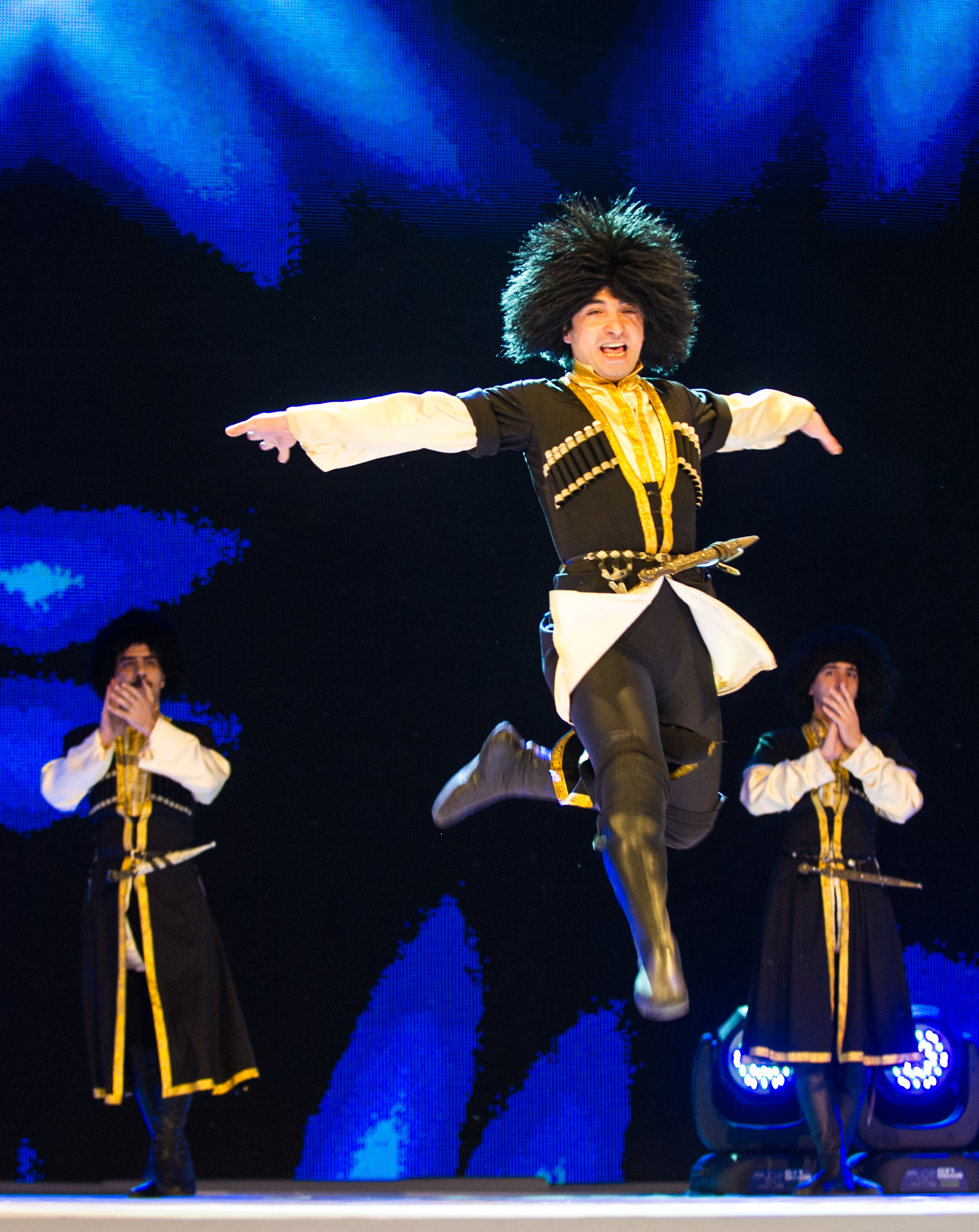
Государственный ансамбль народного танца
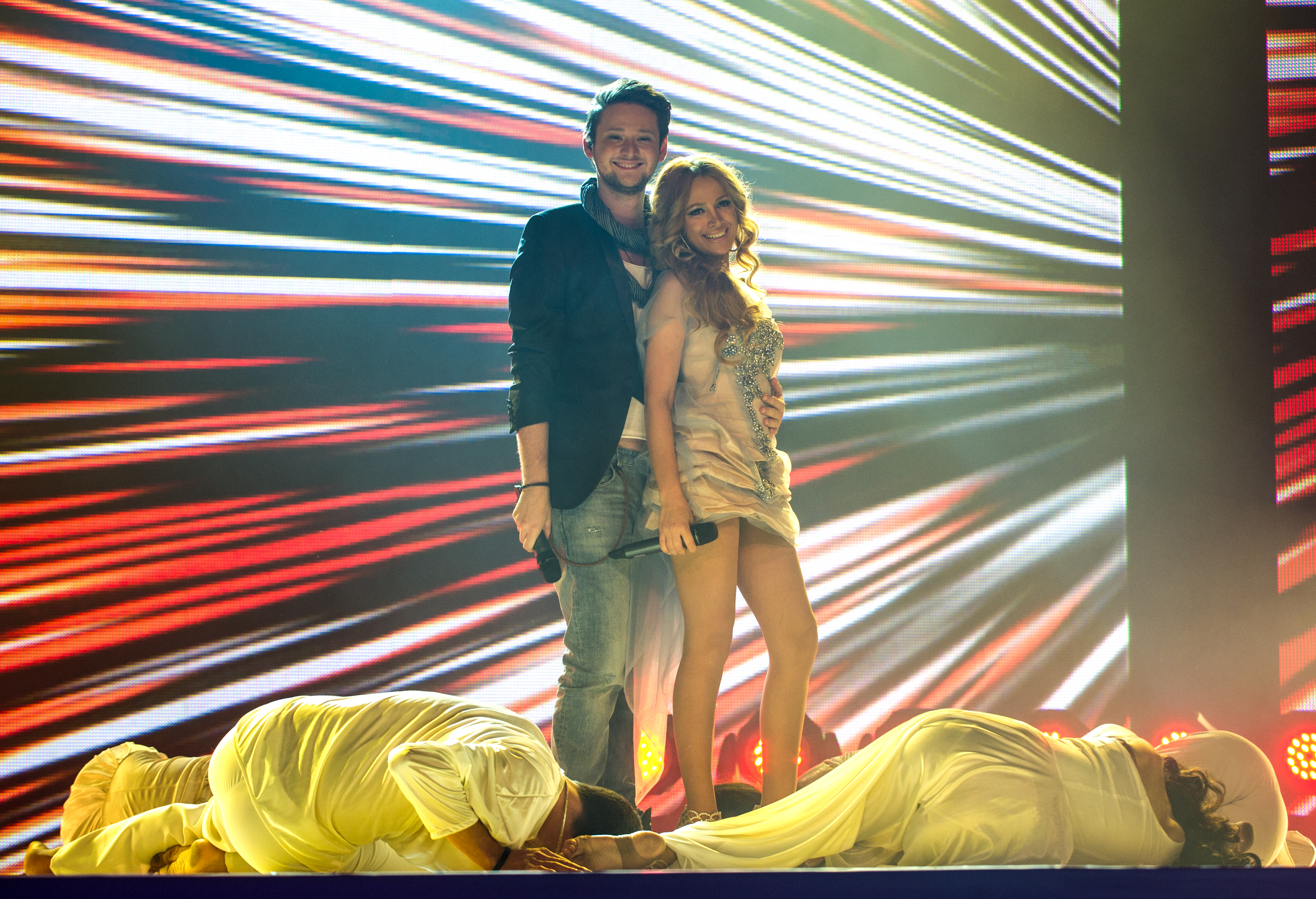
Эльдар Гасымов и Нигяр Джамал
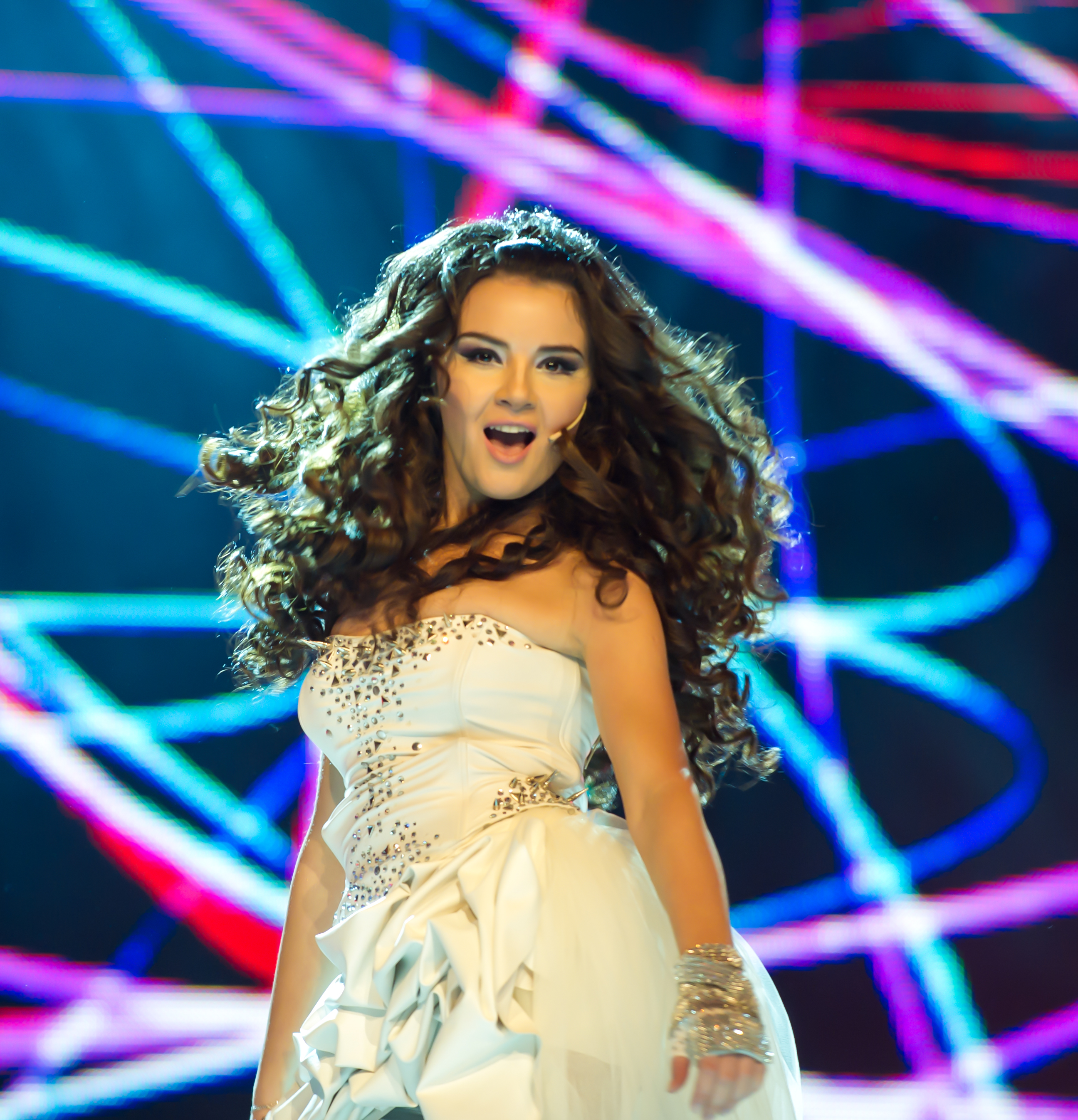
Айсель Теймурзаде
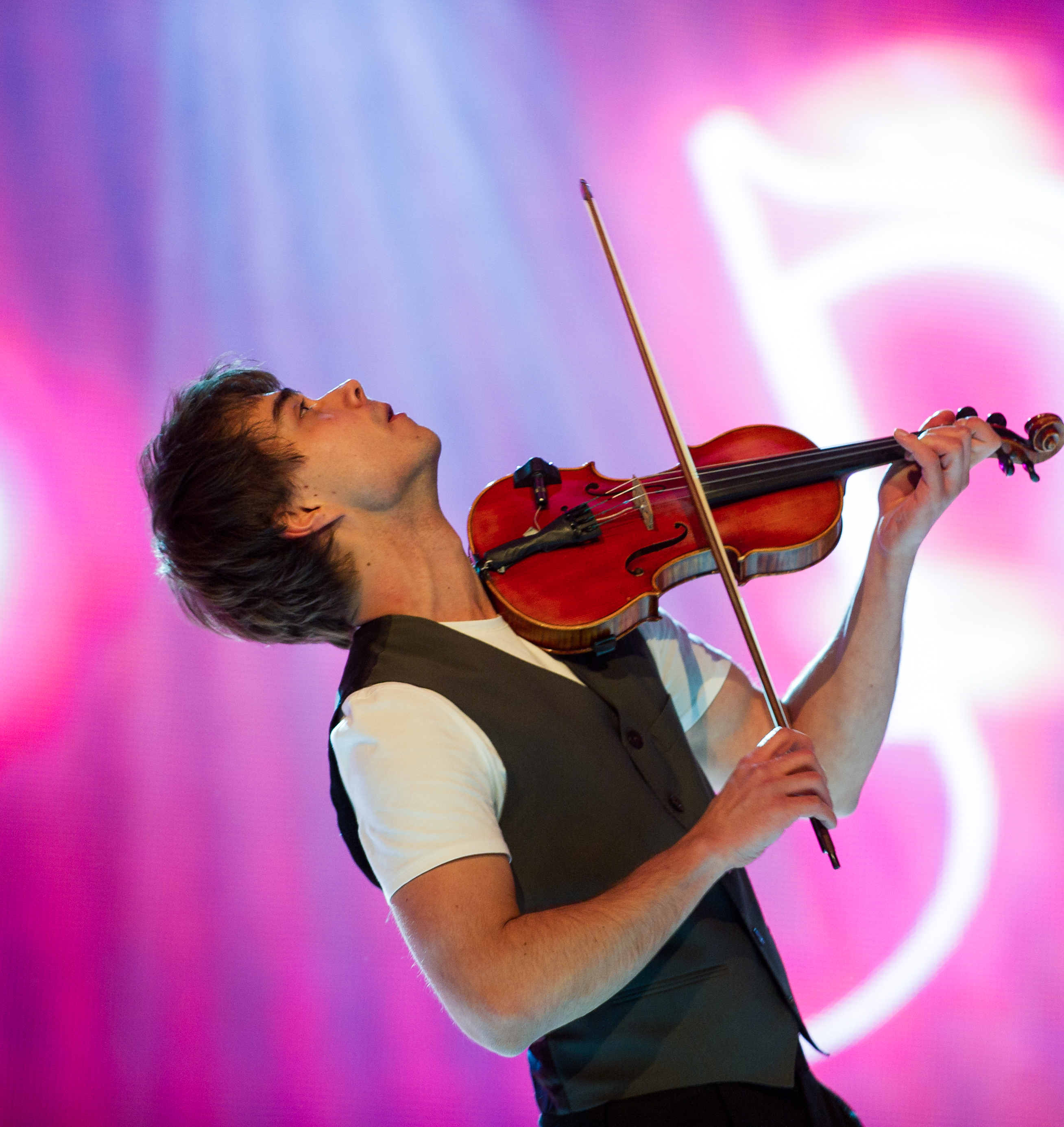
Александр Рыбак
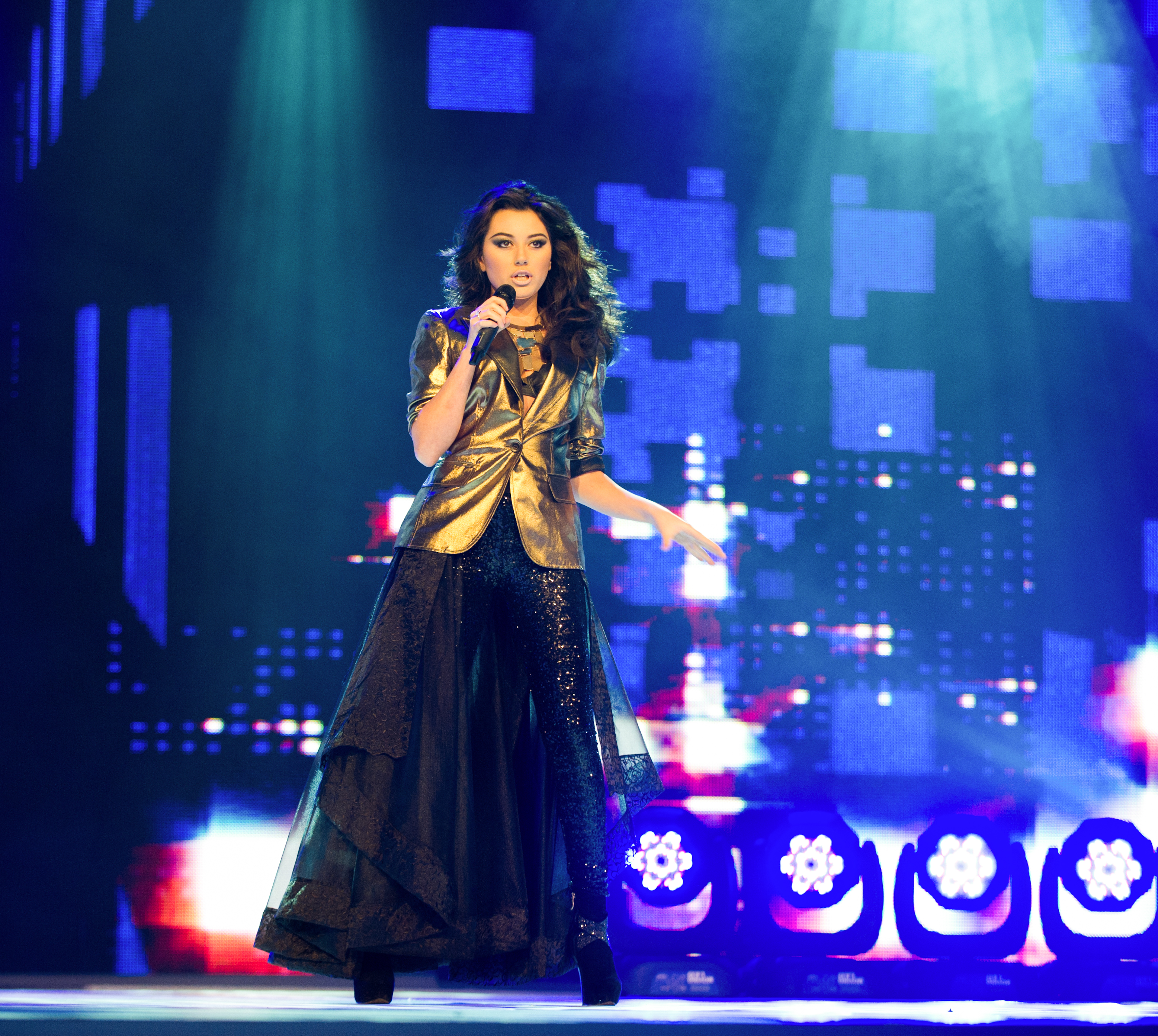
Сафура Ализаде
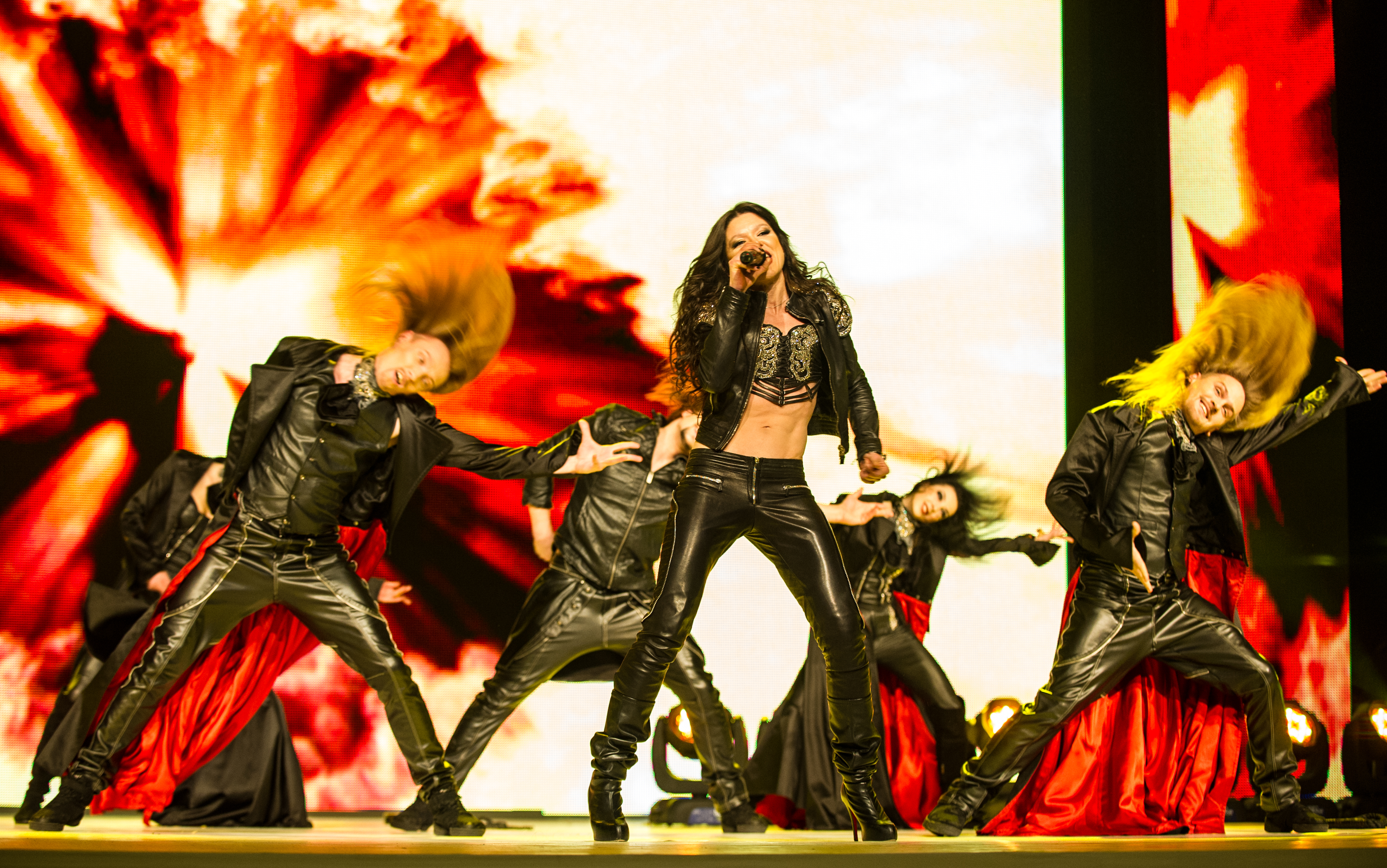
Руслана

## Полуфиналы

### Первый полуфинал

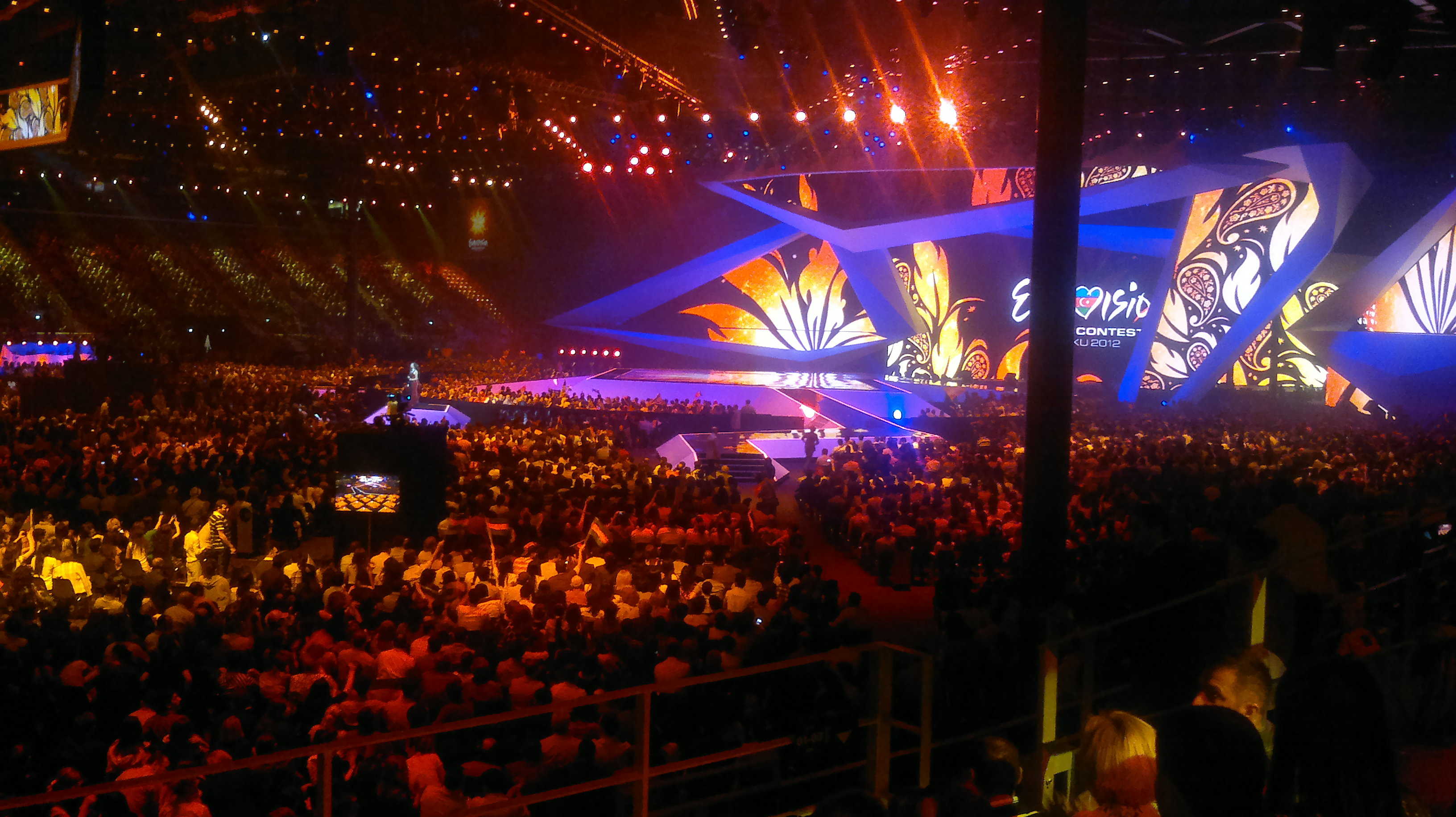
Старт первого полуфинала

Первый полуфинал песенного конкурса Евровидение 2012 состоялся 22 мая 2012 года. По словам организатора конкурса Зитца Баккера, его смотрело рекордное количество зрителей.
Трансляция была отменена в Албании в связи с крушением пассажирского автобуса накануне к югу от Тираны. Тем не менее, страна участвовала в голосовании жюри. По словам руководителя конкурса Йона Ула Санна, решение об отмене вещания первого полуфинала не повлияет на выступление страны, и что Албания будет транслировать второй полуфинал и финал конкурса.. Представительница страны Рона Нишлиу заявила, что посвящает свой выход в финал жертвам произошедшей трагедии.
После выступления участников и перед объявлением вышедших в финал состоялось выступление на нагаре заслуженного артиста Азербайджана Натика Ширинова вместе со своим ансамблем — группой «Ритм». Также на сцене в национальных костюмах выступали исполнители народных танцев и народной музыки.
- голосуют страны-участницы данного полуфинала, а также  Азербайджан,  Италия и  Испания.
- голубым цветом выделены участники, прошедшие в финал.

| Номер | Страна     | Язык                   | Артист                 | Песня                     | Перевод                    | Очки | Место |
| ----- | ---------- | ---------------------- | ---------------------- | ------------------------- | -------------------------- | ---- | ----- |
| 01    | Черногория | Английский, Сербский1  | Рамбо Амадеус          | «Euro Neuro»              | «Евро нема»                | 20   | 15    |
| 02    | Исландия   | Английский             | Грета Салоуме и Йоунси | «Never Forget»            | «Никогда не забывай»       | 75   | 8     |
| 03    | Греция     | Английский             | Элефтерия Элефтериу    | «Aphrodisiac»             | «Афродизиак»               | 116  | 4     |
| 04    | Латвия     | Английский             | Анмари                 | «Beautiful Song»          | «Красивая песня»           | 17   | 16    |
| 05    | Албания    | Албанский              | Рона Нишлиу            | «Suus»2                   | «Личное»3                  | 146  | 2     |
| 06    | Румыния    | Испанский, Английский  | Mandinga               | «Zaleilah»                | «Залейла»                  | 120  | 3     |
| 07    | Швейцария  | Английский             | Sinplus                | «Unbreakable»             | «Несокрушимо»              | 45   | 11    |
| 08    | Бельгия    | Английский             | Айрис                  | «Would You?»              | «А ты?»                    | 16   | 17    |
| 09    | Финляндия  | Шведский               | Пернилла Карлссон      | «När jag blundar»         | «Когда я закрываю глаза»   | 41   | 12    |
| 10    | Израиль    | Английский, Иврит      | Izabo                  | «זמן (Zman)/Time»         | «Время»                    | 33   | 13    |
| 11    | Сан-Марино | Английский4            | Валентина Монетта      | «The Social Network Song» | «Песня о социальных сетях» | 31   | 14    |
| 12    | Кипр       | Английский             | Иви Адаму              | «La La Love»              | «Ла-ла, любовь»            | 91   | 7     |
| 13    | Дания      | Английский5            | Солуна Самай           | «Should’ve Known Better»  | «Должна была предвидеть»   | 63   | 9     |
| 14    | Россия     | Удмуртский, Английский | Бурановские бабушки    | «Party for Everybody»     | «Вечеринка для всех»       | 152  | 1     |
| 15    | Венгрия    | Английский             | Compact Disco          | «Sound of Our Hearts»     | «Звук наших сердец»        | 52   | 10    |
| 16    | Австрия    | Баварский7             | Trackshittaz           | «Woki mit deim Popo»      | «Двигай попой»             | 8    | 18    |
| 17    | Молдова    | Английский6            | Паша Парфений          | «Lăutar»                  | «Лэутар»                   | 100  | 5     |
| 18    | Ирландия   | Английский             | Jedward                | «Waterline»               | «На грани»                 | 92   | 6     |

Примечания
1.↑ Содержит несколько фраз на черногорском и немецком языках.
2.↑ Хотя песня полностью исполнена на албанском языке, название песни — на латинском.
3.↑ Suus в латинском языке является притяжательным местоимением третьего лица и может иметь значения «свой», «своя», «своё» или «свои».
4.↑ Содержит несколько фраз на итальянском языке.
5.↑ Содержит несколько фраз на арабском языке.
6.↑ Несмотря на то, что песня исполнена на английском языке, название песни — румынское.

#### Результаты голосования в первом полуфинале
| Кол-во | Страны     | Страны, давшие 12 баллов                            |
| ------ | ---------- | --------------------------------------------------- |
| 5      | Албания    | Черногория, Швейцария, Австрия, Азербайджан, Италия |
| 5      | Россия     | Латвия, Бельгия, Финляндия, Израиль, Дания          |
| 3      | Румыния    | Молдова, Ирландия, Испания                          |
| 2      | Греция     | Румыния, Кипр                                       |
| 2      | Кипр       | Исландия, Греция                                    |
| 1      | Черногория | Албания                                             |
| 1      | Финляндия  | Венгрия                                             |
| 1      | Молдова    | Россия                                              |
| 1      | Ирландия   | Сан-Марино                                          |

### Второй полуфинал

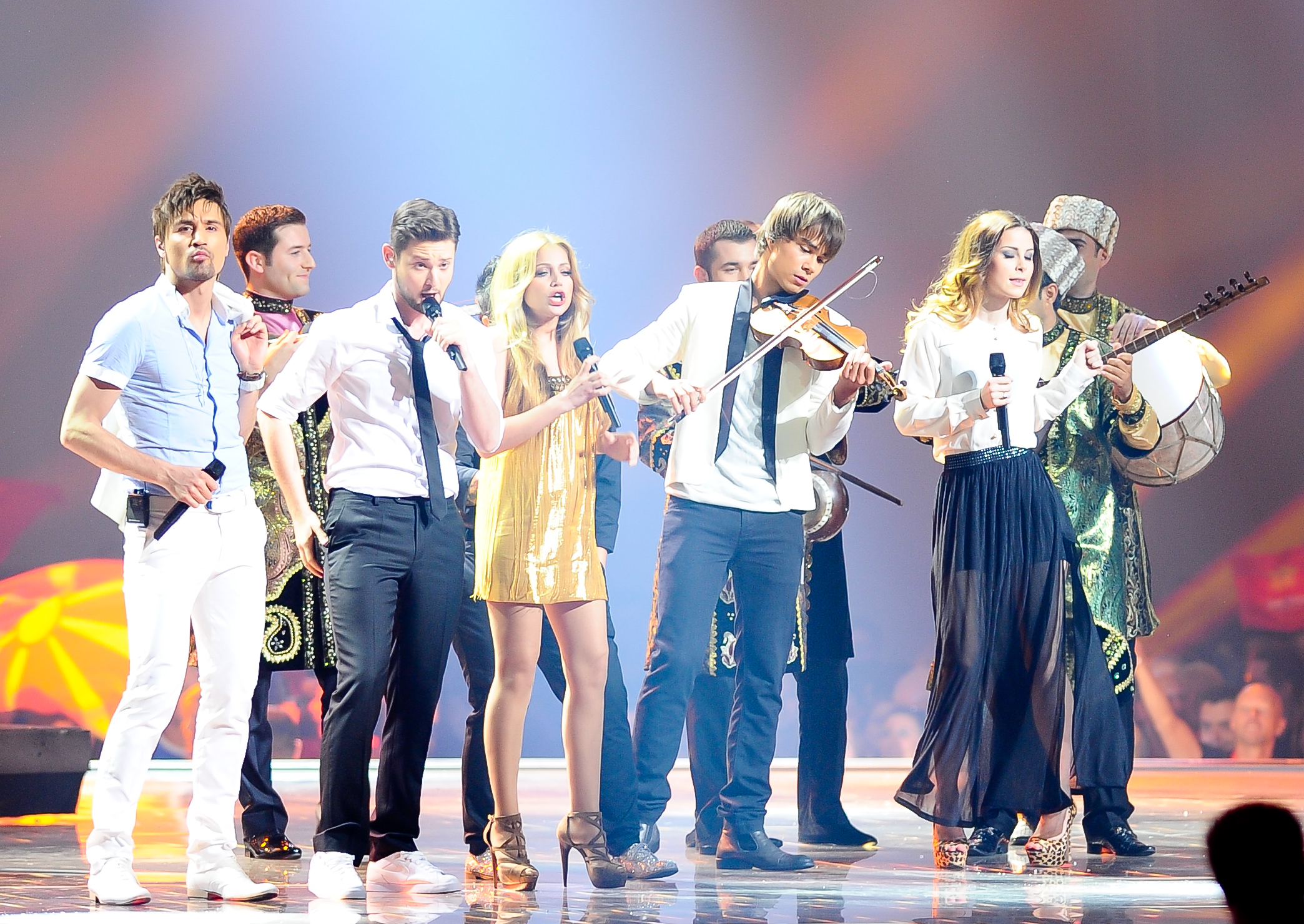
Выступление последних пяти победителей конкурса под аккомпанемент азербайджанских народных музыкальных инструментов

Второй полуфинал песенного конкурса Евровидение 2012 состоялся 24 мая 2012 года. После выступления участников и перед объявлением вышедших в финал состоялось выступление последних пяти победителей конкурса, каждый из которых (за исключением «Ell & Nikki») спел отрывок из своей победной песни. Исполнение каждого из них сопровождалось игрой музыкантов на азербайджанских народных инструментах: Димы Билана — на балабане, Марии Шерифович — на таре, Александра Рыбака — на кяманче, Лены Майер — на сазе и нагаре. В конце все шестеро исполнили песню «Waterloo», принесшую победу группе ABBA из Швеции на Конкурсе песни Евровидение 1974.
- голосовали страны-участницы данного полуфинала, а также  Великобритания,  Германия и  Франция.
- голубым цветом выделены участники, прошедшие в финал.

| Номер | Страна               | Язык                   | Артист            | Песня                   | Перевод               | Очки | Место |
| ----- | -------------------- | ---------------------- | ----------------- | ----------------------- | --------------------- | ---- | ----- |
| 01    | Сербия               | Сербский               | Желько Йоксимович | «Није љубав ствар»      | «Любовь — не вещь»    | 159  | 2     |
| 02    | Македония            | Македонский            | Калиопи           | «Црно и бело»           | «Чёрное и белое»      | 53   | 9     |
| 03    | Нидерланды           | Английский             | Джоан Франка      | «You and Me»            | «Ты и я»              | 35   | 16    |
| 04    | Мальта               | Английский             | Курт Каллея       | «This is the Night»     | «Та самая ночь»       | 70   | 7     |
| 05    | Беларусь             | Английский             | Litesound         | «We Are the Heroes»     | «Мы — герои»          | 35   | 15    |
| 06    | Португалия           | Португальский          | Филипа Соза       | «Vida minha»            | «Жизнь моя»           | 39   | 13    |
| 07    | Украина              | Английский             | Гайтана           | «Be My Guest»           | «Будь моим гостем»    | 64   | 8     |
| 08    | Болгария             | Болгарский7            | Софи Маринова     | «Love Unlimited»        | «Любовь безгранична»  | 45   | 11    |
| 09    | Словения             | Словенский             | Ева Бото          | «Verjamem»              | «Я верю»              | 31   | 17    |
| 10    | Хорватия             | Хорватский             | Нина Бадрич       | «Nebo»                  | «Небеса»              | 42   | 12    |
| 11    | Швеция               | Английский             | Лорин             | «Euphoria»              | «Эйфория»             | 181  | 1     |
| 12    | Грузия               | Английский, Грузинский | Анри Джохадзе     | «I'm a Joker»           | «Я — джокер»          | 36   | 14    |
| 13    | Турция               | Английский             | Джан Бономо       | «Love Me Back»          | «Полюби меня в ответ» | 80   | 5     |
| 14    | Эстония              | Эстонский              | Отт Лепланд       | «Kuula»                 | «Слушай»              | 100  | 4     |
| 15    | Словакия             | Английский             | Макс Джейсон Мэй  | «Don’t Close Your Eyes» | «Не закрывай глаза»   | 22   | 18    |
| 16    | Норвегия             | Английский             | Туджи             | «Stay»                  | «Останься»            | 45   | 10    |
| 17    | Босния и Герцеговина | Боснийский             | MayaSar           | «Korake ti znam»        | «Я узнаю твои шаги»   | 77   | 6     |
| 18    | Литва                | Английский             | Донни Монтелл     | «Love Is Blind»         | «Любовь слепа»        | 104  | 3     |

7.↑ В песне также содержатся строчки на арабском, азербайджанском, английском, французском, греческом, итальянском, цыганском, сербо-хорватском, испанском и турецком языках.

#### Результаты голосования во втором полуфинале
| Второй полуфинал оценки жюри/зрительское голосование | Второй полуфинал оценки жюри/зрительское голосование | Второй полуфинал оценки жюри/зрительское голосование | Второй полуфинал оценки жюри/зрительское голосование | Второй полуфинал оценки жюри/зрительское голосование |
| Место                                                | Телезрители                                          | Очки                                                 | Жюри                                                 | Очки                                                 |
| ---------------------------------------------------- | ---------------------------------------------------- | ---------------------------------------------------- | ---------------------------------------------------- | ---------------------------------------------------- |
| 1                                                    | Швеция                                               | 180                                                  | Швеция                                               | 145                                                  |
| 2                                                    | Сербия                                               | 148                                                  | Сербия                                               | 141                                                  |
| 3                                                    | Литва                                                | 128                                                  | Украина                                              | 109                                                  |
| 4                                                    | Турция                                               | 114                                                  | Эстония                                              | 102                                                  |
| 5                                                    | Эстония                                              | 88                                                   | Мальта                                               | 97                                                   |
| 6                                                    | Норвегия                                             | 72                                                   | Босния и Герцеговина                                 | 77                                                   |
| 7                                                    | Босния и Герцеговина                                 | 70                                                   | Хорватия                                             | 66                                                   |
| 8                                                    | Македония                                            | 63                                                   | Грузия                                               | 62                                                   |
| 9                                                    | Болгария                                             | 59                                                   | Македония                                            | 58                                                   |
| 10                                                   | Нидерланды                                           | 51                                                   | Литва                                                | 55                                                   |
| 11                                                   | Мальта                                               | 39                                                   | Беларусь                                             | 52                                                   |
| 12                                                   | Беларусь                                             | 37                                                   | Португалия                                           | 49                                                   |
| 13                                                   | Португалия                                           | 37                                                   | Турция                                               | 42                                                   |
| 14                                                   | Хорватия                                             | 34                                                   | Словения                                             | 40                                                   |
| 15                                                   | Словакия                                             | 32                                                   | Словакия                                             | 40                                                   |
| 16                                                   | Словения                                             | 27                                                   | Нидерланды                                           | 31                                                   |
| 17                                                   | Украина                                              | 24                                                   | Болгария                                             | 27                                                   |
| 18                                                   | Грузия                                               | 15                                                   | Норвегия                                             | 25                                                   |

|                      | Сербия | Македония | Нидерланды | Мальта | Беларусь | Португалия | Украина | Болгария | Словения | Хорватия | Швеция | Грузия | Турция | Эстония | Словакия | Норвегия | Босния и Герцеговина | Литва | Франция | Германия | Великобритания | Очки | Место |
| -------------------- | ------ | --------- | ---------- | ------ | -------- | ---------- | ------- | -------- | -------- | -------- | ------ | ------ | ------ | ------- | -------- | -------- | -------------------- | ----- | ------- | -------- | -------------- | ---- | ----- |
| Сербия               |        | 12        | 10         | 5      | 8        | 8          | 8       | 12       | 12       | 10       | 8      | 10     |        | 1       | 8        | 10       | 10                   | 2     | 12      | 10       | 3              | 159  | 2     |
| Македония            | 8      |           |            | 1      | 2        |            | 5       | 7        | 6        | 7        |        | 1      | 8      |         |          |          | 8                    |       |         |          |                | 53   | 9     |
| Нидерланды           |        |           |            |        |          |            |         |          | 2        |          | 1      |        | 7      | 7       |          | 3        |                      | 3     |         | 8        | 4              | 35   | 15    |
| Мальта               | 3      | 2         | 2          |        | 5        |            | 6       | 6        | 4        | 5        | 4      | 4      | 6      | 3       | 2        |          |                      | 6     |         |          | 12             | 70   | 7     |
| Беларусь             |        | 1         | 1          | 4      |          |            | 12      |          |          | 2        |        | 8      |        |         |          |          |                      | 7     |         |          |                | 35   | 16    |
| Португалия           |        |           | 6          |        |          |            |         |          | 3        | 3        |        |        | 1      |         | 5        | 5        | 4                    | 1     | 8       | 3        |                | 39   | 13    |
| Украина              | 4      | 3         |            | 6      | 12       | 2          |         | 5        |          | 1        | 6      | 6      |        | 5       | 1        | 2        | 2                    | 5     | 2       |          | 2              | 64   | 8     |
| Болгария             | 2      | 6         |            | 2      |          | 6          |         |          |          |          |        |        | 10     |         |          | 6        | 3                    |       | 3       | 2        | 5              | 45   | 11    |
| Словения             | 10     | 4         |            |        |          |            |         |          |          | 8        |        |        |        |         |          |          | 5                    |       |         | 4        |                | 31   | 17    |
| Хорватия             | 12     | 7         |            |        | 1        |            | 1       |          | 8        |          |        |        |        |         |          |          | 12                   |       |         | 1        |                | 42   | 12    |
| Швеция               | 7      | 8         | 12         | 8      | 7        | 10         | 7       | 10       | 10       | 6        |        | 12     | 5      | 12      | 12       | 12       | 7                    | 10    | 6       | 12       | 8              | 181  | 1     |
| Грузия               |        |           |            |        | 6        | 1          | 10      |          |          |          |        |        | 3      | 4       |          |          |                      | 12    |         |          |                | 36   | 14    |
| Турция               |        | 10        | 7          | 12     |          |            | 2       | 8        |          |          | 7      | 3      |        | 2       | 3        | 1        | 6                    |       | 7       | 6        | 6              | 80   | 5     |
| Эстония              |        |           | 8          |        | 4        | 12         | 3       | 3        | 1        |          | 12     | 7      |        |         | 10       | 8        |                      | 8     | 10      | 7        | 7              | 100  | 4     |
| Словакия             | 1      |           |            | 7      |          | 4          |         |          |          |          | 3      |        |        | 6       |          |          |                      |       | 1       |          |                | 22   | 18    |
| Норвегия             |        |           | 3          | 3      | 3        | 3          |         | 2        |          |          | 10     |        | 4      | 8       | 4        |          | 1                    | 4     |         |          |                | 45   | 10    |
| Босния и Герцеговина | 5      | 5         | 5          |        |          | 5          |         | 1        | 5        | 12       | 5      | 2      | 12     |         | 6        | 4        |                      |       | 4       | 5        | 1              | 77   | 6     |
| Литва                | 6      |           | 4          | 10     | 10       | 7          | 4       | 4        | 7        | 4        | 2      | 5      | 2      | 10      | 7        | 7        |                      |       | 5       |          | 10             | 104  | 3     |

| Кол-во | Страна               | Страны, давшие 12 баллов                                  |
| ------ | -------------------- | --------------------------------------------------------- |
| 6      | Швеция               | Нидерланды, Грузия, Эстония, Словакия, Норвегия, Германия |
| 4      | Сербия               | Македония, Болгария, Словения, Франция                    |
| 2      | Хорватия             | Сербия, Босния и Герцеговина                              |
| 2      | Эстония              | Португалия, Швеция                                        |
| 2      | Босния и Герцеговина | Турция, Хорватия                                          |
| 1      | Мальта               | Великобритания                                            |
| 1      | Беларусь             | Украина                                                   |
| 1      | Украина              | Беларусь                                                  |
| 1      | Грузия               | Литва                                                     |
| 1      | Турция               | Мальта                                                    |

## Финал
Финал конкурса начался исполнением народной музыки на балабане, мугама, Алимом Гасымовым и исполнением народных танцев, после чего выступили прошлогодние победители Евровидение 2011, Ell & Nikki, с песней «Running Scared». А перед началом выступления всех участников за одну минуту было показано, как строился Кристальный зал.
В интервале между выступлениями участников и объявлением голосов выступил российский певец азербайджанского происхождения Эмин Агаларов. Также прозвучала мелодия из песни Муслима Магомаева «Азербайджан».
Во время пресс-конференции победительницы конкурса Лорин неожиданно для всех появилась мама певицы Шамсатал-Хауи и поздравила свою дочь с победой.
| №  | Страна                       | Язык                    | Артист                 | Песня                             | Перевод                               | Очки | Место |
| -- | ---------------------------- | ----------------------- | ---------------------- | --------------------------------- | ------------------------------------- | ---- | ----- |
| 1  | Великобритания               | Английский              | Энгельберт Хампердинк  | «Love Will Set You Free»          | «Любовь освободит тебя»               | 12   | 25    |
| 2  | Венгрия                      | Английский              | Compact Disco          | «Sound of Our Hearts»             | «Музыка наших сердец»                 | 19   | 24    |
| 3  | Албания                      | Албанский               | Рона Нишлиу            | «Suus»                            | «Личное»                              | 146  | 5     |
| 4  | Литва                        | Английский              | Донни Монтелл          | «Love Is Blind»                   | «Любовь слепа»                        | 70   | 14    |
| 5  | Босния и Герцеговина         | Боснийский              | MayaSar                | «Korake ti znam»                  | «Я узнаю твои шаги»                   | 55   | 18    |
| 6  | Россия                       | Удмуртский, Английский  | Бурановские бабушки    | «Party for Everybody»             | «Вечеринка для всех»                  | 259  | 2     |
| 7  | Исландия                     | Английский              | Грета Салоуме и Йоунси | «Never Forget»                    | «Никогда не забывай»                  | 46   | 20    |
| 8  | Кипр                         | Английский              | Иви Адаму              | «La La Love»                      | «Ла-ла, любовь»                       | 65   | 16    |
| 9  | Франция                      | Французский, Английский | Ангун                  | «Echo (You And I)»                | «Эхо (Ты и я)»                        | 21   | 22    |
| 10 | Италия                       | Итальянский, Английский | Нина Дзилли            | «L’amore è femmina (Out of Love)» | «Любовь — женщина (Любви больше нет)» | 101  | 9     |
| 11 | Эстония                      | Эстонский               | Отт Лепланд            | «Kuula»                           | «Послушай»                            | 120  | 6     |
| 12 | Норвегия                     | Английский              | Туджи                  | «Stay»                            | «Останься»                            | 7    | 26    |
| 13 | Азербайджан (страна-хозяйка) | Английский              | Сабина Бабаева         | «When the Music Dies»             | «Когда умирает музыка»                | 150  | 4     |
| 14 | Румыния                      | Испанский, Английский   | Mandinga               | «Zaleilah»                        | «Салейла»                             | 71   | 13    |
| 15 | Дания                        | Английский              | Солуна Самай           | «Should’ve Known Better»          | «Должна была это предвидеть»          | 21   | 23    |
| 16 | Греция                       | Английский              | Элефтерия Элефтериу    | «Aphrodisiac»                     | «Афродизиак»                          | 64   | 17    |
| 17 | Швеция                       | Английский              | Лорин                  | «Euphoria»                        | «Эйфория»                             | 372  | 1     |
| 18 | Турция                       | Английский              | Джан Бономо            | «Love Me Back»                    | «Полюби меня вновь»                   | 112  | 7     |
| 19 | Испания                      | Испанский               | Пастора Солер          | «Quédate conmigo»                 | «Останься со мной»                    | 97   | 10    |
| 20 | Германия                     | Английский              | Роман Лоб              | «Standing Still»                  | «Застыл на месте»                     | 110  | 8     |
| 21 | Мальта                       | Английский              | Курт Каллея            | «This is the Night»               | «Та самая ночь»                       | 41   | 21    |
| 22 | Македония                    | Македонский             | Калиопи                | «Црно и бело»                     | «Чёрное и белое»                      | 71   | 12    |
| 23 | Ирландия                     | Английский              | Jedward                | «Waterline»                       | «На грани»                            | 46   | 19    |
| 24 | Сербия                       | Сербский                | Желько Йоксимович      | «Није љубав ствар»                | «Любовь — не вещь»                    | 214  | 3     |
| 25 | Украина                      | Английский              | Гайтана                | «Be My Guest»                     | «Будь моим гостем»                    | 65   | 15    |
| 26 | Молдова                      | Английский              | Паша Парфений          | «Lăutar»                          | «Лэутар»                              | 81   | 11    |

### 12 баллов в финале
Швеция набрала рекордное число 12-балльных оценок — 18. Ранее рекорд принадлежал Норвегии (16).
| Кол-во | Получившая страна | Голосовавшая страна |
| ------ | ----------------- | --- |
| 18     | Швеция            | Австрия, Бельгия, Великобритания, Венгрия, Германия, Дания, Израиль, Ирландия, Исландия, Испания, Латвия, Нидерланды, Норвегия, Россия, Словакия, Финляндия, Франция, Эстония |
| 4      | Азербайджан       | Литва, Мальта, Турция, Украина |
| 4      | Албания           | Италия, Македония, Сан-Марино, Швейцария |
| 4      | Сербия            | Болгария, Словения, Хорватия, Черногория |
| 2      | Греция            | Албания, Кипр |
| 2      | Кипр              | Греция, Швеция |
| 2      | Македония         | Босния и Герцеговина, Сербия |
| 1      | Испания           | Португалия |
| 1      | Литва             | Грузия |
| 1      | Молдова           | Румыния |
| 1      | Россия            | Беларусь |
| 1      | Румыния           | Молдова |
| 1      | Турция            | Азербайджан |

|           | | Результаты | Результаты | Результаты | Результаты           | Результаты | Результаты | Результаты | Результаты | Результаты | Результаты | Результаты | Результаты  | Результаты | Результаты | Результаты | Результаты | Результаты | Результаты | Результаты | Результаты | Результаты | Результаты | Результаты | Результаты | Результаты | Результаты | Результаты | Результаты | Результаты | Результаты | Результаты | Результаты | Результаты | Результаты | Результаты | Результаты | Результаты | Результаты | Результаты | Результаты | Результаты | Результаты | Результаты |
| Всего     | Великобритания | Венгрия    | Албания    | Литва      | Босния и Герцеговина | Россия     | Исландия   | Кипр       | Франция    | Италия     | Эстония    | Норвегия   | Азербайджан | Румыния    | Дания      | Греция     | Швеция     | Турция     | Испания    | Германия   | Мальта     | Македония  | Ирландия   | Сербия     | Украина    | Молдова    | Черногория | Латвия     | Швейцария  | Бельгия    | Финляндия  | Израиль    | Сан-Марино | Австрия    | Нидерланды | Беларусь   | Португалия | Болгария   | Словения   | Хорватия   | Грузия     | Словакия   |            |            |
| --------- | --- | ---------- | ---------- | ---------- | -------------------- | ---------- | ---------- | ---------- | ---------- | ---------- | ---------- | ---------- | ----------- | ---------- | ---------- | ---------- | ---------- | ---------- | ---------- | ---------- | ---------- | ---------- | ---------- | ---------- | ---------- | ---------- | ---------- | ---------- | ---------- | ---------- | ---------- | ---------- | ---------- | ---------- | ---------- | ---------- | ---------- | ---------- | ---------- | ---------- | ---------- | ---------- | ---------- | ---------- |
| Участники | Великобритания | 12         |            |            |                      |            |            |            |            |            |            |            | 5           |            |            |            |            |            |            |            |            |            |            |            | 4          |            |            |            |            | 2          |            | 1          |            |            |            |            |            |            |            |            |            |            |            |            |
| Участники | Венгрия | 19         |            |            |                      |            |            |            |            |            |            |            |             |            |            | 7          |            |            |            | 1          |            |            |            |            |            | 2          |            | 1          |            |            |            |            |            |            |            |            |            |            |            |            |            |            |            | 8          |
| Участники | Албания | 146        |            | 8          |                      |            | 6          |            |            | 4          |            | 12         |             |            |            | 1          | 5          | 10         | 1          | 5          |            | 6          | 1          | 12         |            | 1          |            |            | 10         | 1          | 12         | 10         | 6          |            | 12         | 8          |            |            |            | 4          | 3          | 5          | 3          |            |
| Участники | Литва | 70         | 7          |            |                      |            |            | 5          |            |            | 3          |            | 3           | 6          | 4          |            |            |            |            |            |            |            | 4          |            | 7          |            |            |            | 1          | 4          |            |            |            |            |            |            | 1          | 8          |            | 5          |            |            | 12         |            |
| Участники | Босния и Герцеговина | 55         |            |            |                      |            |            |            |            |            |            |            |             |            |            |            |            |            |            | 10         |            |            |            | 7          |            | 5          |            |            | 6          |            | 1          |            |            |            |            | 7          |            |            |            |            | 7          | 10         |            | 2          |
| Участники | Россия | 259        | 3          | 7          | 3                    | 6          | 3          |            | 7          | 5          | 4          | 10         | 8           | 8          | 10         | 4          | 8          | 4          | 7          | 7          | 8          | 7          | 3          | 4          | 6          | 7          | 10         | 6          | 4          | 10         |            | 8          | 8          | 7          | 10         | 5          | 4          | 12         | 8          | 6          | 8          | 6          | 5          | 3          |
| Участники | Исландия | 46         |            | 6          |                      |            |            |            |            | 1          |            |            | 6           | 5          |            |            | 6          |            |            |            | 4          | 3          |            |            |            |            |            |            |            |            |            |            | 7          |            |            |            |            |            |            |            | 4          |            |            | 4          |
| Участники | Кипр | 65         |            |            | 6                    |            |            | 2          | 8          |            |            | 5          |             |            | 2          | 2          |            | 12         | 12         |            |            | 5          |            |            |            |            | 8          |            |            |            |            |            |            | 3          |            |            |            |            |            |            |            |            |            |            |
| Участники | Франция | 21         |            |            |                      |            | 2          |            | 6          |            |            |            |             |            |            |            |            |            | 2          |            |            |            |            |            |            |            |            |            |            | 3          | 6          |            |            |            |            | 2          |            |            |            |            |            |            |            |            |
| Участники | Италия | 101        |            | 5          | 7                    | 4          |            |            |            | 2          | 1          |            | 7           | 4          |            |            | 3          | 3          |            |            | 1          | 2          | 10         | 5          | 2          |            | 4          | 5          | 2          |            | 5          |            |            | 4          | 7          |            |            |            | 2          |            | 5          | 2          | 4          | 5          |
| Участники | Эстония | 120        | 4          |            |                      | 8          |            | 6          | 10         |            | 10         |            |             | 7          |            |            |            |            | 8          |            | 6          | 4          |            |            | 8          |            | 1          | 2          |            | 8          |            |            | 10         |            |            |            | 7          | 4          | 7          |            |            |            |            | 10         |
| Участники | Азербайджан | 150        | 2          |            | 4                    | 12         | 7          | 10         |            | 8          |            |            |             |            |            |            |            | 5          |            | 12         |            |            | 12         | 2          | 1          | 3          | 12         | 10         | 5          |            |            |            |            | 8          | 4          |            |            | 7          |            | 10         |            |            | 10         | 6          |
| Участники | Норвегия | 7          |            |            |                      |            |            |            | 1          |            |            |            |             |            |            |            |            |            | 3          |            |            |            |            |            |            |            |            |            |            |            |            |            |            |            |            |            | 3          |            |            |            |            |            |            |            |
| Участники | Румыния | 71         |            |            |                      |            |            | 1          |            | 3          | 2          |            |             |            | 6          |            | 1          | 7          |            | 4          | 10         |            |            |            | 5          |            |            | 12         |            |            |            | 3          |            | 6          |            |            |            |            | 4          |            |            |            |            |            |
| Участники | Дания | 21         |            |            |                      |            |            |            | 5          |            |            | 2          | 2           | 2          |            |            |            |            |            |            |            | 5          |            |            |            |            |            |            |            |            |            |            | 5          |            |            |            |            |            |            |            |            |            |            |            |
| Участники | Греция | 64         |            |            | 12                   |            | 1          | 3          |            | 12         |            |            |             |            | 5          | 8          |            |            |            | 3          |            | 1          |            |            |            | 4          | 5          | 4          |            |            |            | 2          |            | 2          |            |            |            |            |            | 1          |            |            | 1          |            |
| Участники | Швеция | 372        | 12         | 12         | 5                    | 10         | 8          | 12         | 12         | 10         | 12         |            | 12          | 12         | 7          | 10         | 12         | 6          |            | 6          | 12         | 12         | 6          | 6          | 12         | 10         | 6          | 7          | 7          | 12         | 7          | 12         | 12         | 12         | 3          | 12         | 12         | 6          | 3          | 8          | 10         | 7          | 8          | 12         |
| Участники | Турция | 112        | 1          | 3          | 10                   | 1          | 4          |            |            |            | 5          |            |             |            | 12         | 3          | 2          |            | 6          |            |            | 8          | 8          | 8          |            |            |            |            |            |            | 3          | 7          |            | 1          | 5          | 3          | 8          |            |            | 7          |            |            | 7          |            |
| Участники | Испания | 97         | 8          | 1          |                      |            | 5          |            | 2          | 6          | 6          |            | 4           |            |            | 6          |            |            | 4          |            |            |            |            |            |            |            |            |            |            |            | 8          | 6          | 3          | 10         | 1          | 6          | 6          |            | 12         | 3          |            |            |            |            |
| Участники | Германия | 110        | 6          | 10         | 2                    | 3          |            |            |            |            | 7          | 8          | 10          | 3          |            |            | 10         |            |            |            | 3          |            | 2          |            | 10         |            |            |            |            | 7          | 4          |            | 1          |            |            | 4          | 2          |            | 10         |            | 2          | 4          | 2          |            |
| Участники | Мальта | 41         | 5          |            |                      | 7          |            |            |            |            |            |            |             |            | 8          |            |            |            |            | 2          |            |            |            | 1          |            | 6          | 7          |            |            |            |            |            |            |            | 2          |            |            | 3          |            |            |            |            |            |            |
| Участники | Македония | 71         |            |            | 8                    |            | 12         |            |            |            |            | 1          |             |            |            |            |            |            |            | 8          |            |            |            |            |            | 12         | 3          |            | 8          |            |            |            |            |            |            |            |            | 2          |            | 2          | 6          | 8          |            | 1          |
| Участники | Ирландия | 46         | 10         |            |                      |            |            |            | 4          |            |            |            |             |            | 1          |            | 4          |            | 5          |            |            |            |            |            |            |            |            |            |            | 5          |            | 4          | 4          |            |            |            | 5          | 1          |            |            |            | 3          |            |            |
| Участники | Сербия | 214        |            | 4          | 1                    | 5          | 10         | 4          | 3          | 7          | 8          | 6          |             | 10         |            | 5          |            |            | 8          | 10         |            |            | 5          | 10         |            |            | 2          | 3          | 12         |            | 10         | 5          | 2          |            | 6          | 10         | 10         |            | 5          | 12         | 12         | 12         |            | 7          |
| Участники | Украина | 65         |            |            |                      | 2          |            | 8          |            |            |            | 3          | 1           | 1          | 3          |            |            | 1          |            |            | 2          |            | 7          | 3          | 3          |            |            | 8          |            | 6          |            |            |            |            |            |            |            | 10         | 1          |            |            |            | 6          |            |
| Участники | Молдова | 81         |            | 2          |                      |            |            | 7          |            |            |            | 4          |             |            |            | 12         | 7          | 2          |            |            | 7          |            |            |            |            |            | 8          |            | 3          |            | 2          |            |            | 5          | 8          | 1          |            | 5          | 6          |            | 1          | 1          |            |            |
| Участники | Таблица упорядочена горизонтально и вертикально в порядке появления в финале, затем горизонтально в порядке появления в полуфиналах. |            |            |            |                      |            |            |            |            |            |            |            |             |            |            |            |            |            |            |            |            |            |            |            |            |            |            |            |            |            |            |            |            |            |            |            |            |            |            |            |            |            |            |            |

| |  |  |
| Слева направо: Лорин, победитель конкурса песни «Евровидение 2012» (Швеция); Бурановские бабушки, занявшие второе место (Россия); Желько Йоксимович, занявший третье место (Сербия) |  |  |

## Прочие премии

### Премия Марселя Безансона
Премия Марселя Безансона (англ. Marcel Bezençon Awards) впервые была вручена на Евровидении 2002 в Таллине, Эстония лучшим песням финалистов фестиваля. Учредители — Кристер Бьоркман (представитель Швеции на Конкурсе песни Евровидение 1992) и Ричард Хэрри (участник шведской поп-группы «Herreys», в качестве участника от Швеции победил в Конкурсе песни Евровидение 1986). Название премия получила в честь создателя песенного конкурса. Награды вручаются по трем категориям: «лучший исполнитель», «лучший композитор» и «приз зрительских симпатий».
| Номинация                 | Страна      | Песня                 | Исполнитель    | Композитор(ы)                                            |
| ------------------------- | ----------- | --------------------- | -------------- | -------------------------------------------------------- |
| Лучший исполнитель        | Швеция      | «Euphoria»            | Loreen         | Томас Джейсон, Питер Бостром                             |
| Лучший композитор         | Швеция      | «Euphoria»            | Loreen         | Томас Джейсон, Питер Бостром                             |
| Приз зрительских симпатий | Азербайджан | «When the Music Dies» | Сабина Бабаева | Андерс Багге, Сандра Бьюрман, Стефан Эрн, Йохан Кронлунд |

### Премия OGAE
OGAE (фр. Organisation Générale des Amateurs de l'Eurovision; англ. General Organisation of Eurovision Fans) является одной из двух крупнейших международных фан-клубных сетей конкурса Евровидение. Она имеет филиалы по всей Европе. Образована в 1984 году в Финляндии. Все страны, когда-либо принимавшие участие в Евровидении, могут иметь свои собственные ОГАЕ. Страны, не имеющего своего собственного фан-клуба, с 2004 года объединены в общую организацию «OGAE Rest of World». Каждый год организация формулирует четыре некоммерческих конкурса — конкурс песни, «Второй шанс», видеоконкурс, конкурс авторской песни8.
Традиционно все европейские ОГАЕ устраивают опрос, в ходе которых и выявляется победитель. Пятерка лучших песен по версии ОГАЕ представлена в таблице.
| Страна   | Песня               | Исполнитель            | Композитор(ы)                                                   | Баллы |
| -------- | ------------------- | ---------------------- | --------------------------------------------------------------- | ----- |
| Швеция   | «Euphoria»          | Loreen                 | Томас Джейсон, Питер Боштром.                                   | 375   |
| Исландия | «Never Forget»      | Грета Салоуме & Йоунси | Грета Салоуме                                                   | 212   |
| Италия   | «L’amore è femmina» | Нина Дзилли            | Кристиан Рабб, Кристофер Сьокфист, Фрида Моландер, Чарли Мэйсон | 211   |
| Сербия   | «Није Љубав Ствар»  | Желько Йоксимович      | Желько Йоксимович                                               | 199   |
| Норвегия | «Stay»              | Туджи                  | Туджи, Питер Бостром, Фиддж Бостром                             | 164   |

8.↑  Общеевропейский конкурс для поклонников Евровидения, которые записывают свою собственную музыку.

### Премия Барбары Декс
Барбара Декс — представительница Бельгии на конкурсе песни Евровидение 1993. Несмотря на превосходное исполнение, было отмечено, что платье и макияж сильно испортили общую «картину», и певица заняла последнее место, получив всего три балла.
В 1997 году утверждена одноимённая премия, вручающаяся ежегодно участнику Евровидения, имеющему самый нелепый образ. Определение победителя ежегодно проводится сайтом EurovisionHouse.nl. Проголосовать за одного из конкурсантов может любой желающий.
В этом году проголосовало рекордное количество человек — в общей сложности 2851. С самого начала голосования явным фаворитом стала албанская певица Рона Нишлиу, представшая перед миллионами телезрителей в необычном черно-голубом платье. Прическа конкурсантки напомилана пончик, тонкая прядь волос извивалась на груди. Победительница получила 829 голосов. В шаге от победы оказались дуэт Jedward и певица Софи Маринова, набрав 551 и 232 голоса соответственно.
| Место | Страна     | Исполнитель   | Голосов |
| ----- | ---------- | ------------- | ------- |
| 1     | Албания    | Рона Нишлиу   | 829     |
| 2     | Ирландия   | Jedward       | 551     |
| 3     | Болгария   | Софи Маринова | 232     |
| 4     | Нидерланды | Джоан Франка  | 163     |
| 5     | Украина    | Гайтана       | 145     |

## Трансляция

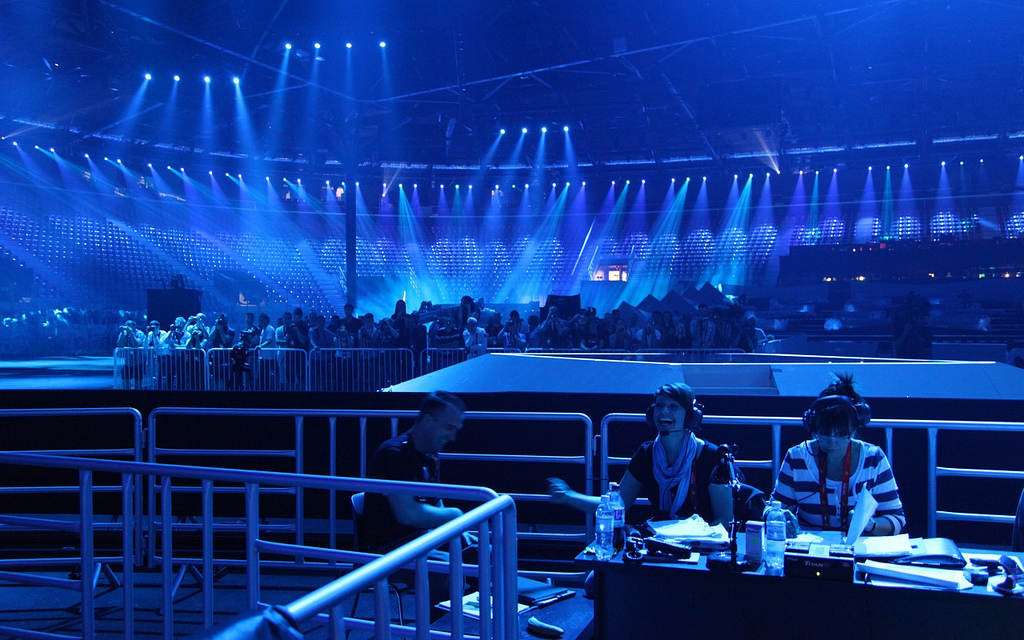
Пресс-ложа комментаторов

### Транслирующие страны, телеканалы и комментаторы
| Страна               | Телеканалы             | Телеканалы        | Телеканалы         | Комментаторы |
| Страна               | Основной               | Международный     | HDTV               | Комментаторы |
| -------------------- | ---------------------- | ----------------- | ------------------ | --- |
| Азербайджан          | ITV                    | —                 | —                  | Салех Багиров и Кёнуль Арифгызы                                                                                               |
| Австрия              | ORF                    | ?                 | ORF 1 HD           | Анди Кнолль |
| Албания              | TVSH                   | ?                 | ?                  | Неизвестно |
| Беларусь             | Беларусь-1             | Беларусь ТВ       | —                  | Денис Курьян, Александр Тиханович                                                                                             |
| Бельгия              | RTBF                   | -                 | -                  | Андре Вермейлен, Петер ван де Вейре (нид.); Жан-Пьер Отье, Жан-Луи Лаэ (фр.)                                                  |
| Болгария             | БНТ                    | ?                 | ?                  | Елена Розберг и Джеоджри Кушвалиев                                                                                            |
| Босния и Герцеговина | BHRT                   | ?                 | ?                  | Деян Куркрич |
| Великобритания       | BBC                    | ?                 | BBC HD             | Скотт Миллз (оба полуфинала) и Грэм Нортон (финал)                                                                            |
| Венгрия              | MTV                    | ?                 | ?                  | Габор Гундель Такач |
| Германия             | ARD                    | ?                 | Das Erste HD       | Петер Урбан |
| Греция               | NET                    | ?                 | ERT HD             | Мария Козаку |
| Грузия               | GPB                    | ?                 | ?                  | Неизвестно |
| Дания                | DR                     | ?                 | ?                  | Оле Тёрпхольм |
| Израиль              | ITV                    | ?                 | Chanel 1 HD        | Неизвестно |
| Ирландия             | RTÉ                    | RTÉ International | RTÉ Two HD         | Марти Уилан (англ. Marty Whelan)                                                                                              |
| Исландия             | RÚV                    | ?                 | ?                  | Неизвестно |
| Испания              | TVE                    | TVE Internacional | TVE HD             | Хосе Мария Иньиго (исп. José María Íñigo)                                                                                     |
| Италия               | RAI                    | ?                 | —                  | Федерика Язычников (первый полуфинал) Филиппо и Марко (финал)                                                                 |
| Кипр                 | Cyprus 1               | ?                 | ?                  | Неизвестно |
| Латвия               | LTV                    | ?                 | ?                  | Валтерс Фриденфелдс, Карлис Бумейстерс (только финал)                                                                         |
| Литва                | LRT                    | ?                 | LRT HD             | Дариус Ужкураитис |
| Северная Македония   | МТВ                    | МКТВ Sat          | ?                  | Каролина Петковска |
| Мальта               | TVM                    | ?                 | ?                  | Неизвестно |
| Молдова              | TRM                    | ?                 | ?                  | Неизвестно |
| Нидерланды           | NOS                    | ?                 | ?                  | Ян Смит и Даниэль Деккер |
| Норвегия             | NRK                    | ?                 | ?                  | Олав Виксмо Слеттан (норв. Olav Viksmo Slettan)                                                                               |
| Португалия           | RTP                    | ?                 | ?                  | Педро Грейнджер |
| Россия               | Россия 1               | РТР-Планета       | нет                | Ольга Шелест и Дмитрий Губерниев                                                                                              |
| Румыния              | TVR                    | TVR international | TVR HD             | Леонард Мирон (рум. Leonard Miron) и Гианина Корондан (рум. Gianina Corondan)                                                 |
| Сан-Марино           | SMRTV                  | ?                 | ?                  | Неизвестно |
| Сербия               | RTS                    | ?                 | ?                  | Драган Илич (серб. Dragan Ilić (первый полуфинал) и Душка Вучинич-Лучич (серб. Duška Vučinić-Lučić (второй полуфинал и финал) |
| Словакия             | STV                    | ?                 | ?                  | Роман Бомбош (словац. Roman Bomboš)                                                                                           |
| Словения             | RTV SLO                | ?                 | ?                  | Андрей Хофер (словен. Andrej Hofer)                                                                                           |
| Турция               | TRT                    | ?                 | TRT HD, TRT 1 HD   | Буленд Эзверен |
| Украина              | Первый национальный    | ?                 | нет                | Тимур Мирошниченко и Татьяна Терехова                                                                                         |
| Финляндия            | YLE                    | ?                 | ?                  | Тарья Нархи (фин. Tarja Närhi) (фин.) Ева Франц и Йохан Линдрос (швед.)                                                       |
| Франция              | TF1                    | ?                 | TF1 HD             | Мирей Дюма и Сирил Феро |
| Хорватия             | HRT                    | ?                 | ?                  | Душко Чурлич |
| Швейцария            | SSR                    | ?                 | ?                  | Неизвестно |
| Швеция               | SVT                    | ?                 | SVT HD             | Гина Дирави (швед. Gina Dirawi) и Эдвард аф Силлен (швед. Edward af Sillén)                                                   |
| Эстония              | ETV                    | ?                 | ETV Eurovisioon HD | Марко Рейкоп, Март Юур, Андрус Кивиряхк (эст.); Илья Бань, Дмитрий Виноградов, Александра Моораст (рус.)                      |
| Австралия            | SBS Broadcasting Group | ?                 | ?                  | Джулия Земиро, Сэм Пэнг |
| Армения              | AMPTV                  | ?                 | AMPTV              | Гоар Гаспарян |
| Казахстан            | Ел Арна KTV            | CaspioNet         |                    | Нурберген Махамбетов и Калдыбек Жайсанбай                                                                                     |
| Канада               | Kvebek 5               | ?                 | ?                  | Неизвестно |
| Кыргызстан           | ОТРК                   | ?                 | ?                  | Эльмар Осмонов, Айбек Акматов                                                                                                 |
| Новая Зеландия       | ?                      | ?                 | ?                  | Неизвестно |

| Условные обозначения | Условные обозначения                                |
| -------------------- | --------------------------------------------------- |
|                      | Страна-хозяйка                                      |
|                      | Страна-участница                                    |
|                      | Страна не участвовала, но транслировала Евровидение |

## Глашатаи
Порядок объявления результатов зависел от самих результатов. Как и в 2011 году, была использована программа, с помощью которой по первым результатам не было видно, кто победитель. Это было сделано, чтобы держать интригу до конца объявления результатов. Ниже представлен список глашатаев по странам в алфавитном порядке:

| - Австрия — Катарина Беллович (нем. Katharina Bellowitsch, глашатай конкурса 2011 года) - Албания — Андри Джаху - Азербайджан — Сафура Ализаде (азерб. Səfurə, представительница Азербайджана на Конкурсе песни Евровидение 2010, глашатай конкурса 2011 года) - Беларусь — Дмитрий Колдун (представитель Белоруссии на Конкурсе песни Евровидение 2007) - Бельгия — Петер Ван де Вейре - Болгария — Анна Ангелова - Босния и Герцеговина — Эльвир Лакович (представитель Боснии на Конкурсе песни Евровидение 2008) - Великобритания — Скотт Миллс (англ. Scott Mills) - Венгрия — Эва Новодомски (венг. Novodomszky Éva) - Германия — Анке Энгельке (нем. Anke Engelke, ведущая Конкурса песни Евровидение 2011) - Греция — Адриана Мангания (греч. Αντριάνα Μαγγανιά) - Грузия — Софо Торошелидзе (солистка группы Eldrine, представительница Грузии на Конкурсе песни Евровидение 2011) - Дания — Луиза Вольфф (дат. Louise Wolff) - Израиль — Офер Нахшон | Ирландия — Гронья Шога Исландия — Маттиас Маттиассон ( исл. Matthías Matthíasson , представитель Исландии на Евровидении на Конкурсе песни Евровидение 2011 ) Испания — Елена С. Санчес ( исп. Elena S. Sánchez , глашатай конкурса 2011 года) Италия — Иван Бакки Кипр — Лукас Хамацос ( греч. Λουκάς Χάματσος ) Латвия — Валтерс Фриденбергс (представитель Латвии на Конкурсе песни Евровидение 2005 в составе дуэта Walters and Kazha ) Литва — Игнас Крупавичюс Македония — Кристина Талевска Мальта — Кит Демиколи Молдова — Оливия Фортуна Нидерланды — Вивьен ван ден Ассем ( нидерл. Vivienne van den Assem ) Норвегия — Надя Хаснауи ( норв. Nadia Hasnaoui , ведущая Евровидения 2010, глашатай 2011 года) Португалия — Жуана Телеш ( порт. Joana Teles ) Россия — Оксана Фёдорова Румыния — Паула Селинг ( рум. Paula Seling , представительница Румынии на Евровидении 2010) | Сербия — Майя Николич Сан-Марино — Моника Фаббри ( итал. Monica Fabbri ) Словакия — Мария Петрова ( словац. Mária Pietrová , глашатай конкурса 2011 года) Словения — Лорелла Флего ( словен. Lorella Flego ) Турция — Омер Ондер ( тур. Ömer Önder , глашатай конкурса 1993, 1995—1997, 2011, 2012 годов) Финляндия — Томи Путаансуу ( фин. Tomi Putaansuu , победитель Конкурса песни Евровидение 2006 ) Хорватия — Невена Рендели Черногория — Мария Маркович Швеция — Линда Вудраф (сценический образ Сары Доун Файнер ) Швейцария — Сара Хильдебранд Эстония — Геттер Яани ( эст. Getter Jaani , участница Конкурса песни Евровидение 2011 ) Украина — Алексей Матиас Франция — Амори Вассили ( фр. Amaury Vassili , представитель Франции на Конкурса песни Евровидение 2011 ) |

## В филателии
29 мая в Азербайджане были выпущены почтовые марки, посвящённые Евровидению 2012. На них изображена символика конкурса и ряд местных достопримечательностей.

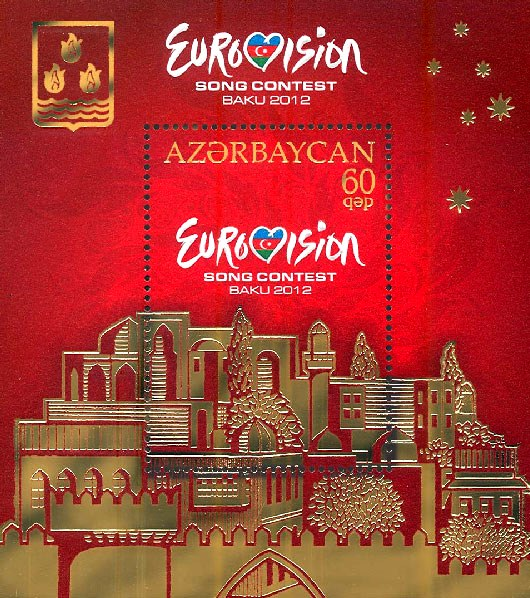
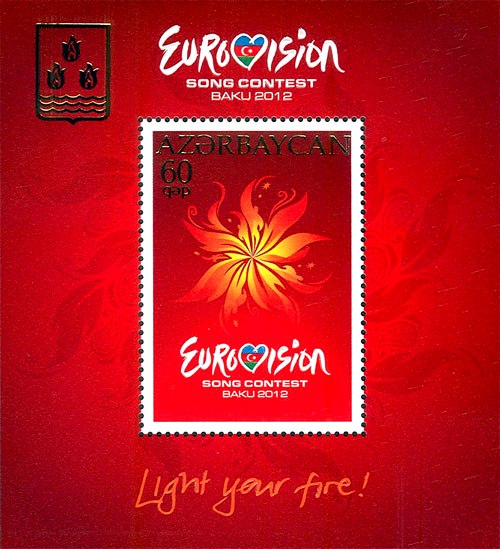
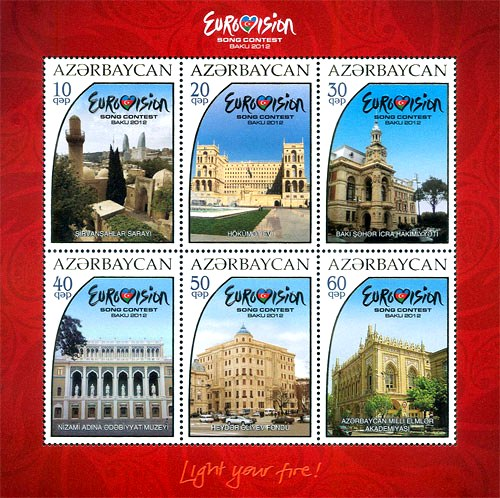
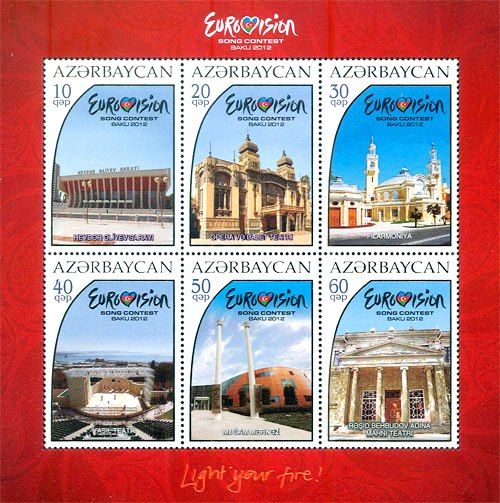
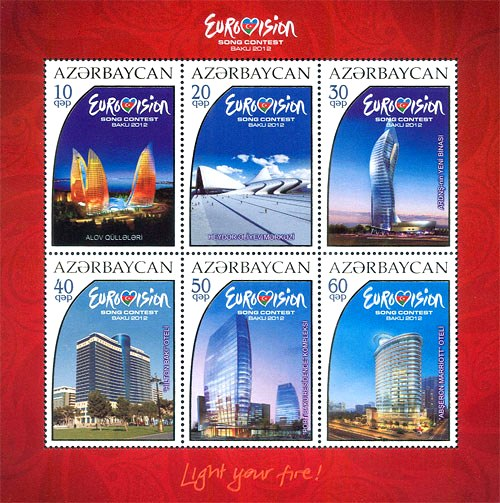

## Галерея

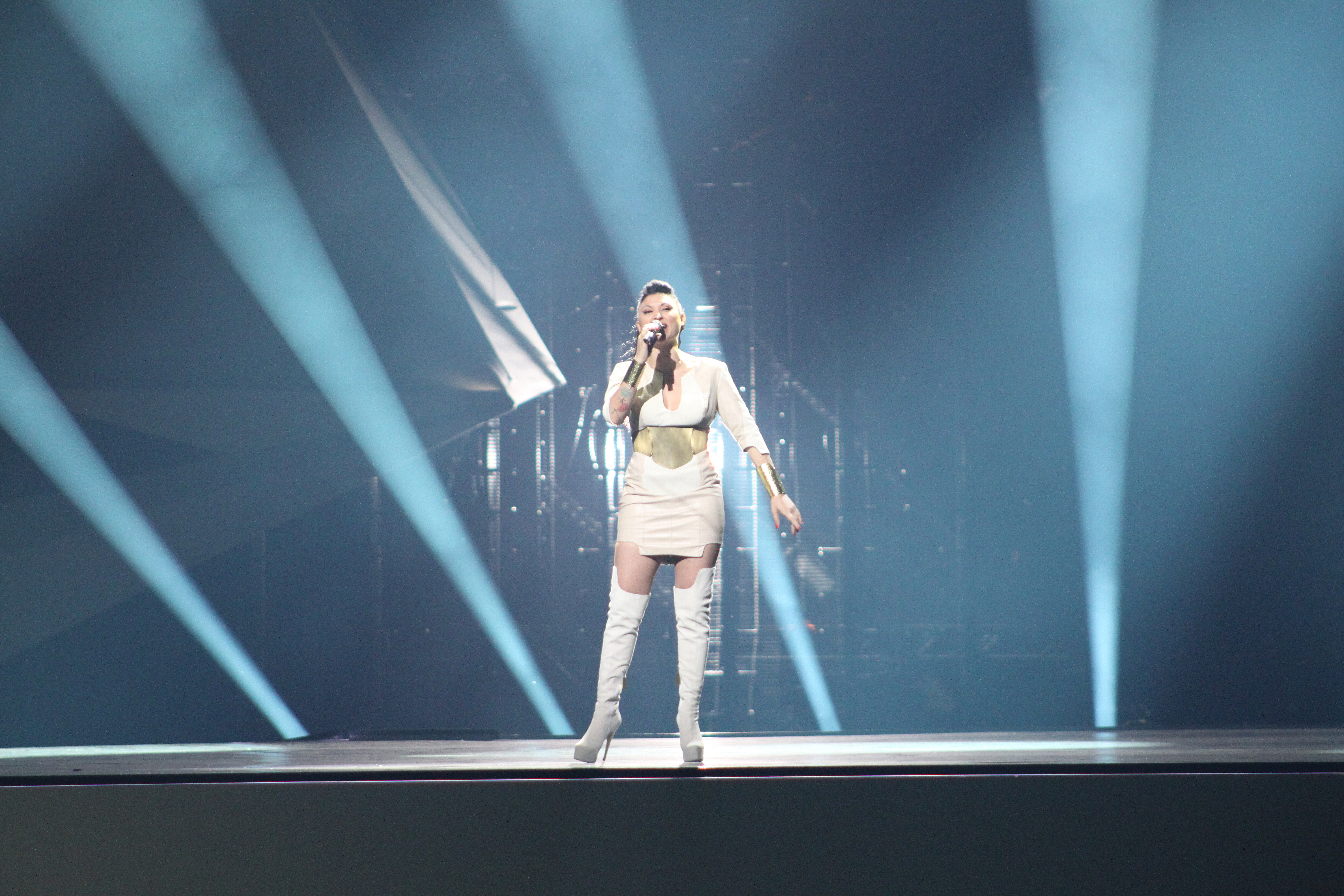
Болгария, Софи Маринова
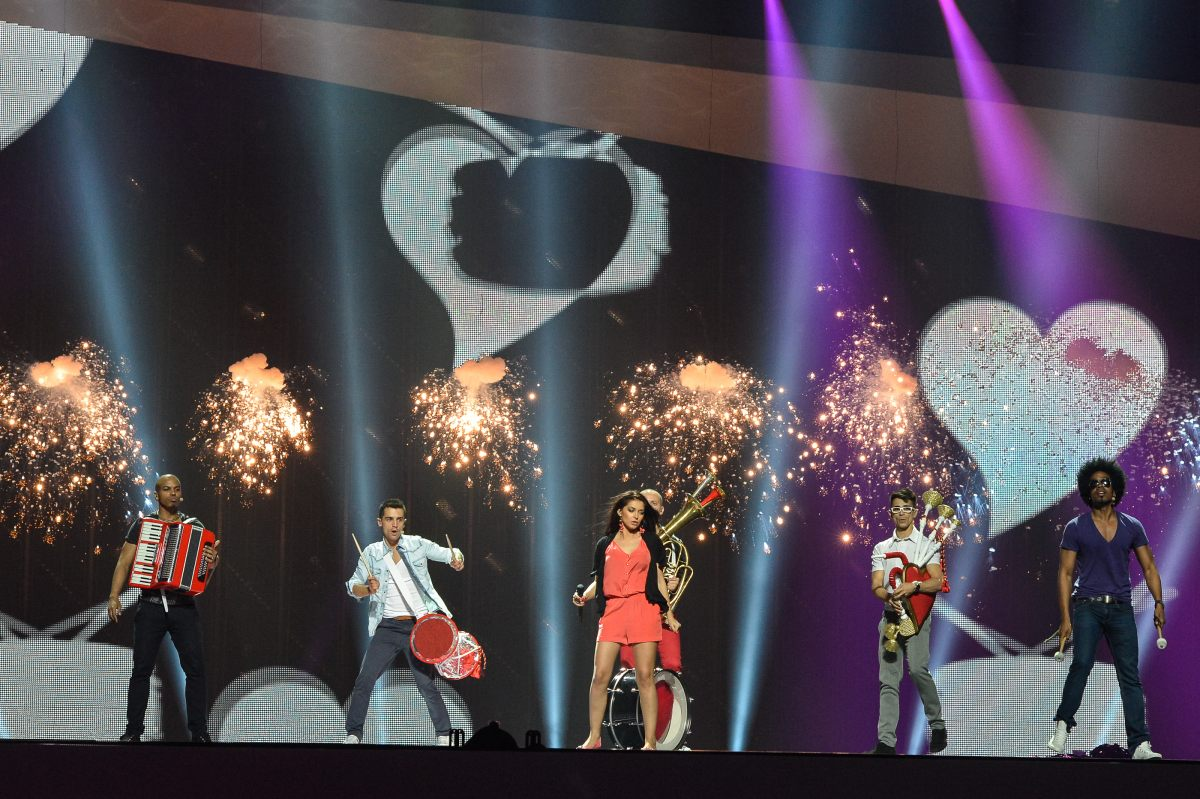
Румыния, Mandinga
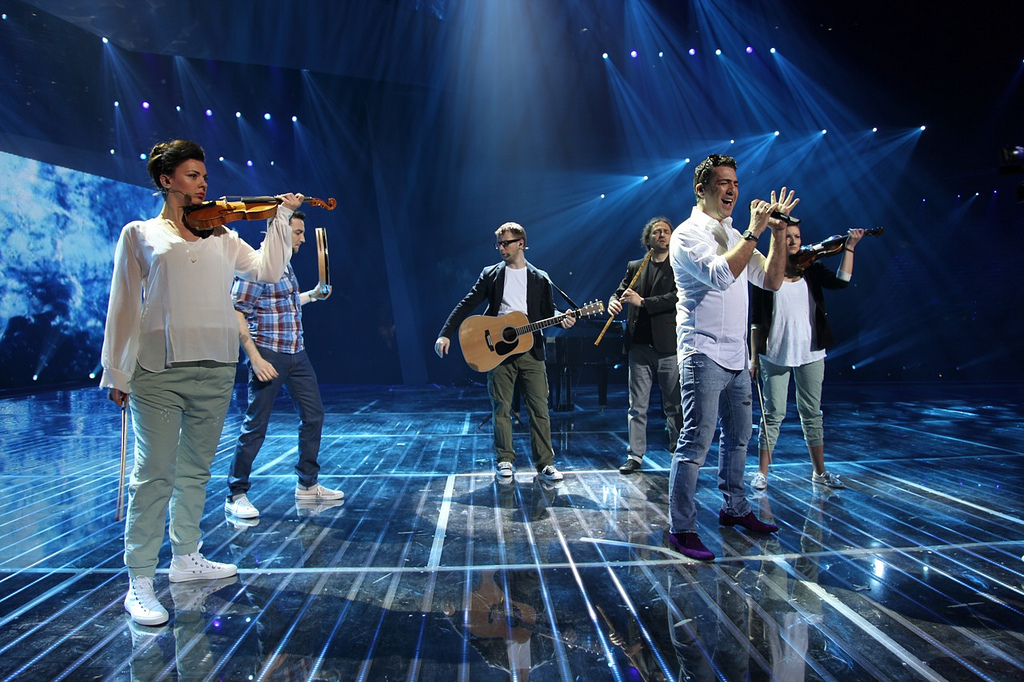
Сербия, Желько Йоксимович
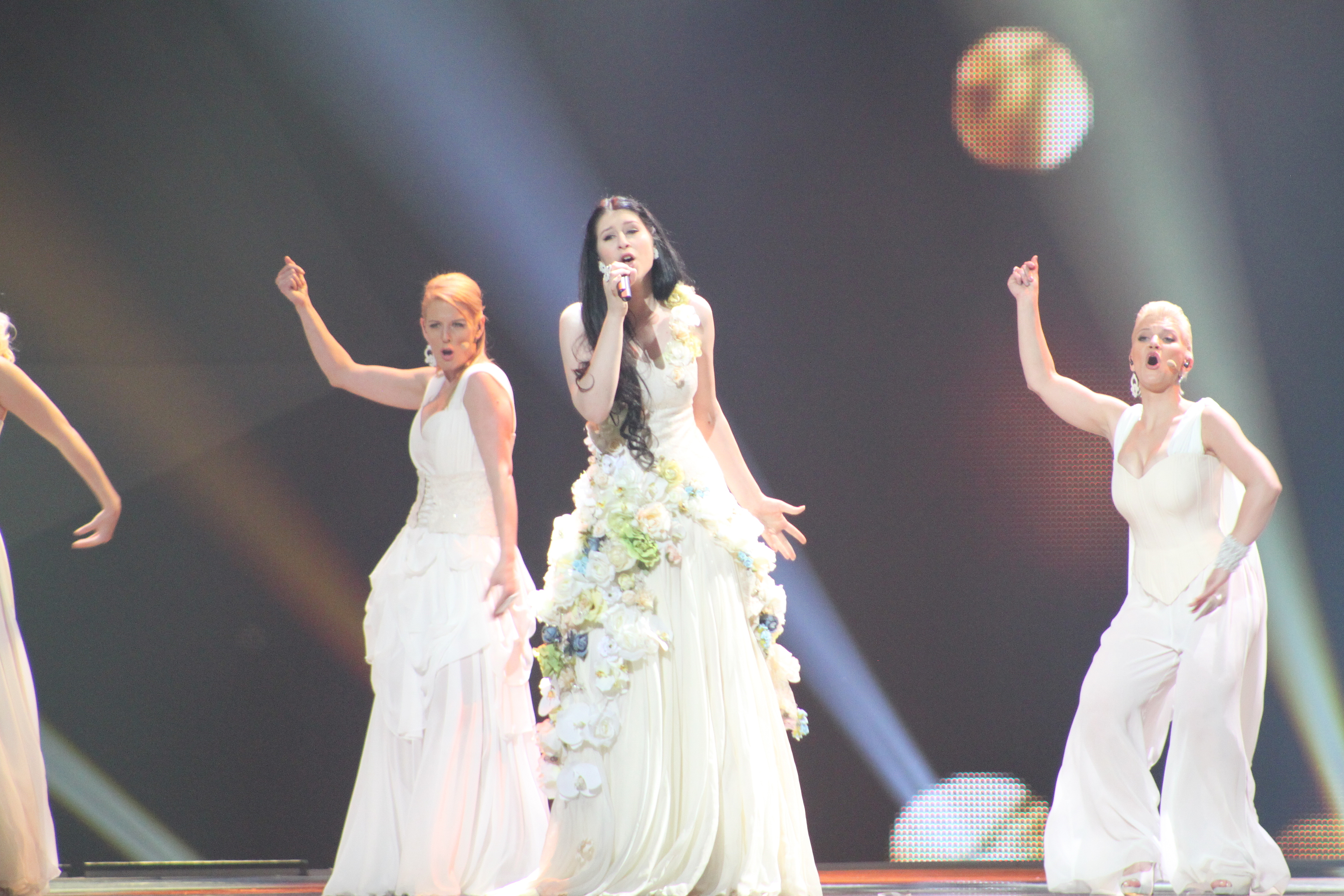
Словения, Ева Бото
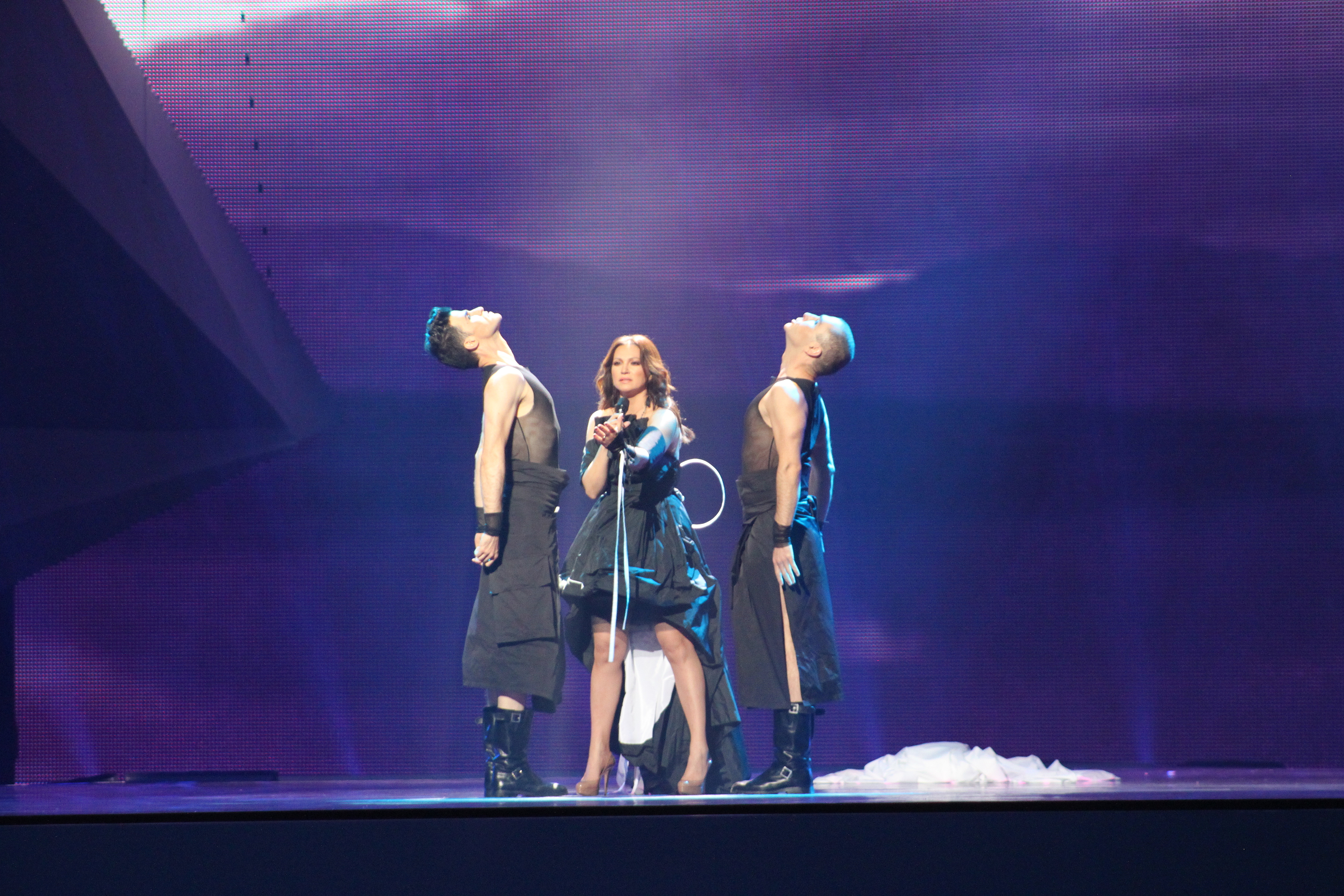
Хорватия, Нина Бадрич
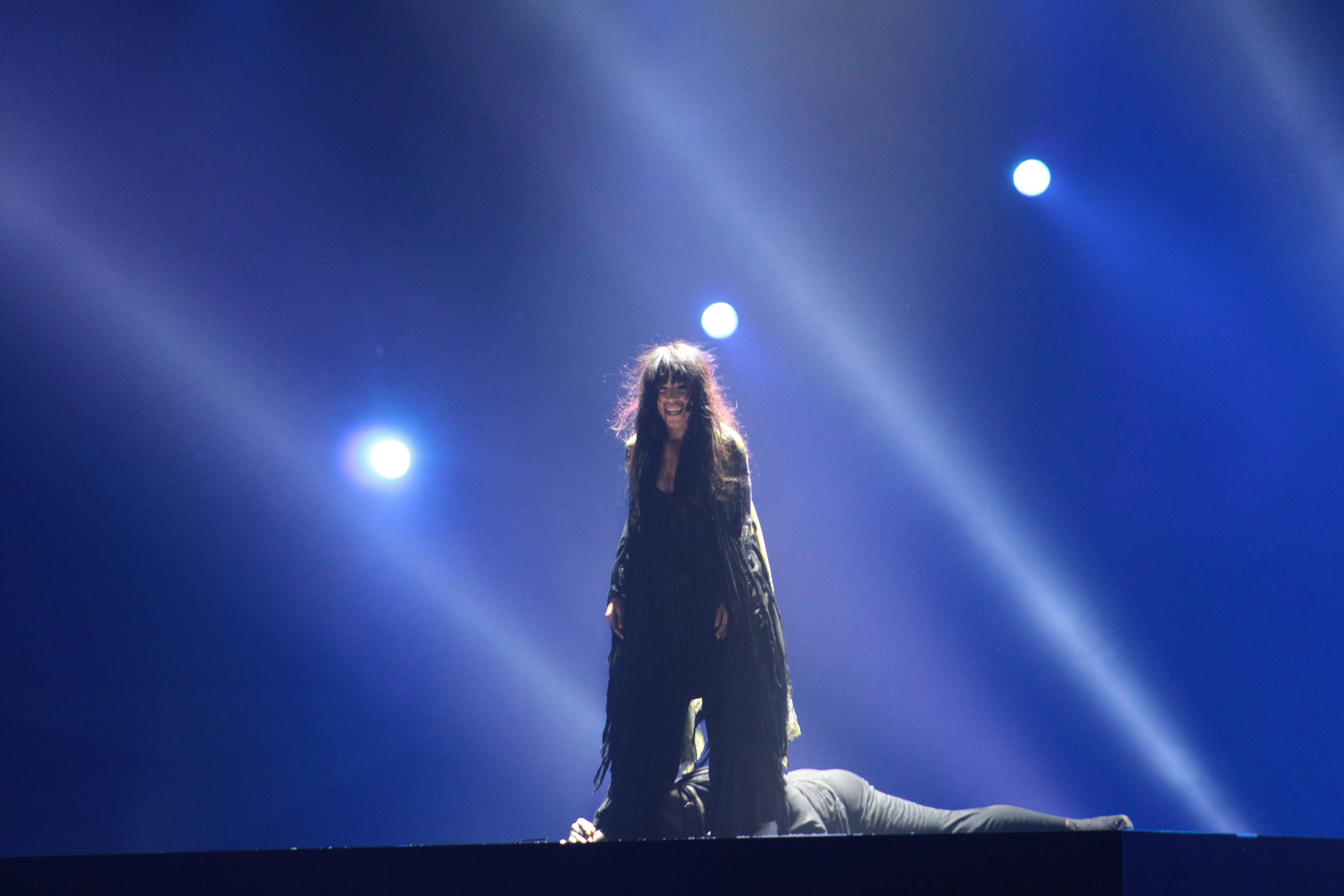
Швеция, Лорин